# John Barrowman
John Scot Barrowman MBE (* 11. März 1967 in Glasgow, Schottland) ist ein britisch-US-amerikanischer Entertainer.
Er studierte Darstellende Kunst in Großbritannien und den USA und widmet sich hauptsächlich dem Schauspiel in (Musical-)Theater und Fernsehen, arbeitet aber auch als Sänger, Fernsehmoderator, Autor und Comedian sowie privat als Menschenrechts- und Tierschutzaktivist. Im Sinne der Unterhaltung versuchte er sich außerdem als Eiskunstläufer, Tänzer und Tierdokumentarfilmer für das britische und kanadische Kinderfernsehen. 2011 verlieh seine Alma Mater RSAMD dem erfahrenen Leading Man die Ehrendoktorwürde der Fakultät für Schauspiel.
Internationale Bekanntheit außerhalb der Theaterszene erlangte Barrowman seit 2005 durch seine Darstellung des Captain Jack Harkness in der britischen Science-Fiction-Familienserie Doctor Who. Captain Jack, Rose und Sarah Jane gelten als die beliebtesten Companions (Vertraute des Doctor) in der 60-jährigen Geschichte der Kultserie. Infolgedessen erhielt seine Figur mit Torchwood in vier Staffeln einen eigenen international erfolgreichen Ableger, gefolgt von einer Vielzahl von Hörspielen, Merchandise-Objekten (Spielfiguren, Kleidung etc.), Comics, Zeitschriften und Romanen, einige davon aus der Feder von Barrowman und seiner Schwester Carole (* 1959), einer Professorin für Anglistik und Literatur in Wisconsin. Im britischen Fernsehen ist er seit dieser Rolle nahezu omnipräsent; als Antagonist Malcolm Merlyn / „Dark Archer“ brachte er sein wachsendes internationales Publikum ab 2012 mit zur US-amerikanischen Serie Arrow.

## Leben

### Kindheit und Familie
John Barrowman wurde als jüngster Sohn von Marion und John Barrowman im Glasgower Vorort Mount Vernon geboren. Er hat zwei ältere Geschwister, Andrew (* 1962) und Carole (* 1959). Sein Vater arbeitete als Ingenieur für Caterpillar (Baumaschinenproduzent) an dessen schottischem Standort Uddingston. Seine Mutter sang ehrenamtlich im Kirchenchor der kleinen Gemeinde und verdiente ein Zubrot als Buchhalterin im örtlichen Plattenladen, wohin Barrowman seine Mutter als Grundschüler regelmäßig begleitete und dort auf dem Tresen stehend die Hits der Woche zum Besten gab. Als er drei Jahre alt war, hielt sich seine Familie ein Jahr lang aus beruflichen Gründen in den Vereinigten Staaten auf (in Illinois befindet sich der Caterpillar-Hauptsitz), im Alter von neun Jahren emigrierte er dauerhaft, seine Großmutter Murn (Marion) Anderson begleitete die Familie. In Illinois lebten sie erst einige Zeit in Aurora, dann folgte ein Umzug nach Joliet, einem Vorort von Chicago.
Barrowman spricht in der Öffentlichkeit allgemein mit einem erlernten amerikanischen Akzent (sog. General American). Auf diese Weise konnte er den Hänseleien seiner neuen Mitschüler nach dem Umzug in die Vereinigten Staaten entfliehen. Einige spezifisch schottische/britische Worte behielt er allerdings bei, weshalb seine Aussprache manchmal als Mid-Atlantic accent bezeichnet wird. Mit seiner Familie, mit Landsleuten oder wenn er sich in Schottland aufhält, spricht er weiterhin schottisches Englisch. Seine Schwester kann ebenso mühelos zwischen amerikanischem und schottischem Dialekt hin- und herspringen. Mit ihr zusammen erfand er hierfür in seiner Autobiographie den Begriff „bi-dialektisch“, vergleichbar wäre der in der deutschen Sprachwissenschaft verwandte Ausdruck der Diglossie. Den Akzent seines Bruders beschreibt er als eine Mischung zwischen schottisch-britischem und US-amerikanischem Akzent, während seine Eltern nach wie vor reines Schottisch sprechen. Die fünf Kinder und beide Enkel seiner Geschwister wachsen als US-Amerikaner auf, mit ihnen sprechen John und Carole amerikanisches Englisch.
Barrowmans Neffe Turner Barrowman-Casey (Caroles jüngeres Kind; *~1989) ist als Stand-up-Comedian tätig. 2015 schloss er sich in seiner Heimatstadt Minneapolis (Minnesota) mit Collin Klug, Drew Janda und Robert Fones zur Komikertruppe Boy Kisses zusammen. Gemeinsam gestalten sie Sketch-Shows, halten Stand-up-Vorträge und drehen Kurzfilme. Boy Kisses wurde 2016 von City Pages zum „Artist of the Year“ gewählt. The Interrobang listete die Gruppe als „one of the top comedy shows in America“ (eine der besten Comedy-Shows in Amerika).

### Karriere als Darstellender Künstler
Ab 1987 studierte Barrowman darstellende Kunst an der US International University in San Diego, Kalifornien, sowie zeitweise in seiner Heimatstadt Glasgow an der renommierten RSAMD (heute RCS). In seinem Abschlusssemester erhielt er während einer Exkursion nach Großbritannien 1989 bei einem Vorsprechen die Hauptrolle des Billy Crocker in Cole Porters Musical Anything Goes an der Seite von Elaine Paige OBE im Londoner Royal National Theatre. Mit dieser Rolle schaffte er – für einen zwanzigjährigen Schauspielstudenten eher ungewöhnlich – seinen Durchbruch im West End und der internationalen Theaterszene. Anschließend spielte er neben diversen Musical-Rollen auch klassisches Sprechtheater, hauptsächlich in Großbritannien aber auch in Washington, D.C. und am New Yorker Broadway, und konnte sich zunehmend als Leading Man profilieren. Er erhielt Rollen in Fernsehproduktionen und einigen Kinofilmen (darunter 2004 das Porter-Biopic De-Lovely und 2005 Mel Brooks’ Inszenierung von The Producers), nahm mehrere Alben (sowohl Cast-Recordings zu Musicals als auch Solo-Alben) auf, moderierte Fernsehshows und ging auf Konzerttourneen. 2003 kehrte er noch einmal in seine Anything-Goes-Rolle des Billy Crocker zurück, diesmal im noch größeren Theatre Royal Drury Lane (West End).

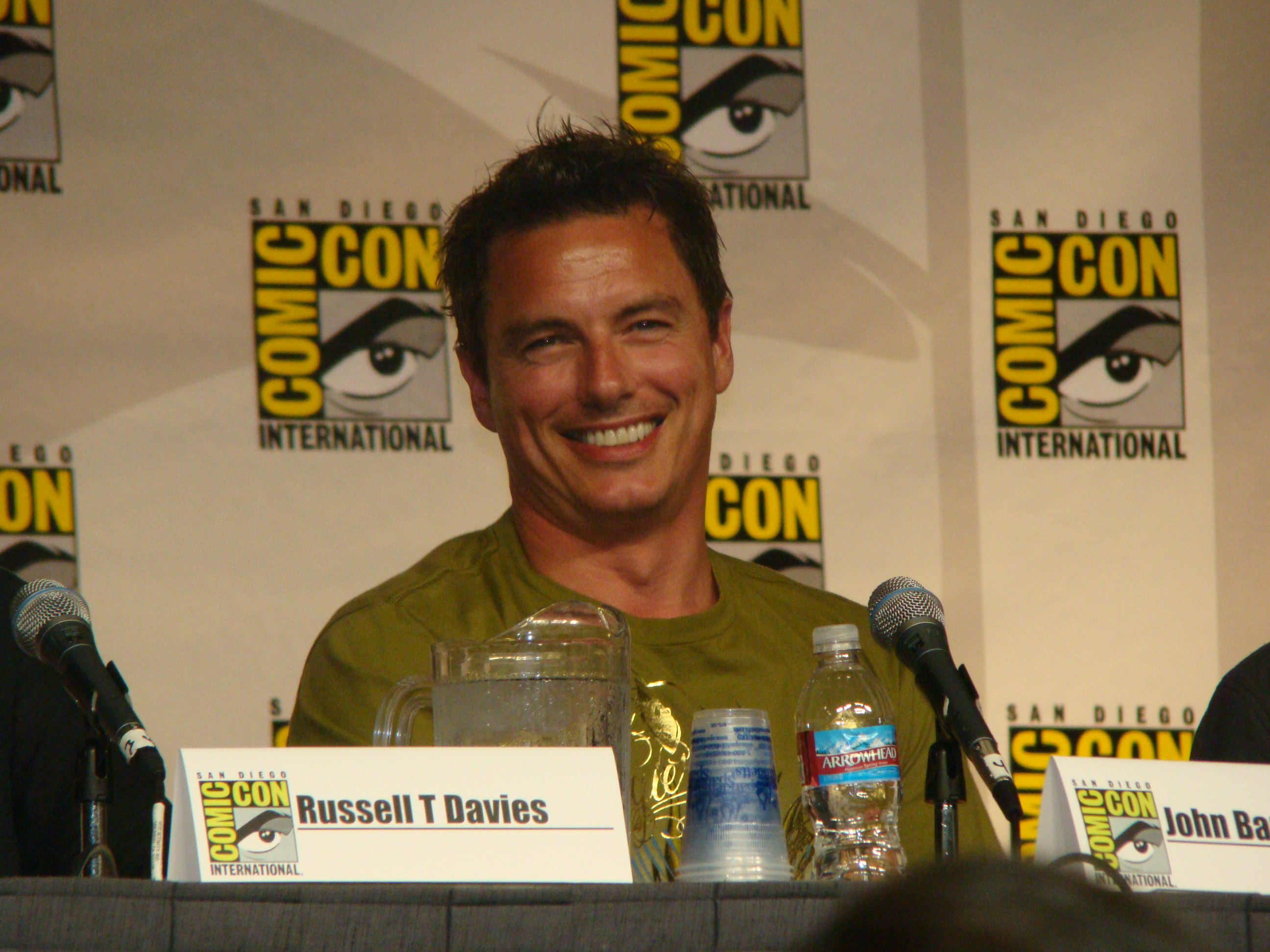
John Barrowman (2009)

Einem internationalen Publikum abseits der Theaterszene wurde Barrowman 2005 bekannt, als er die Rolle des Captain Jack Harkness in der britischen Science-Fiction-Serie Doctor Who übernahm. Von Oktober 2006 bis 2011 spielte er die gleiche Rolle in Torchwood, einem im gleichen Serienuniversum (Whoniverse) angesiedelten Ableger von Doctor Who. In einem zweiteiligen Crossover der beiden eng verbundenen Serien 2008 und noch einmal im Neujahrsspecial 2010 traf Barrowman wieder auf Bernard Cribbins OBE, der für ihn während seiner Anfänge im professionellen Theater 1989 mit Elaine Paige zu einem wichtigen Mentor geworden war. 2008 erschien seine Autobiographie Anything Goes, die er gemeinsam mit seiner Schwester Carole verfasste. Ein zweites Buch I Am What I Am erschien im September 2009. 2010 war Barrowman in fünf Episoden der Dramedy-Serie Desperate Housewives zu sehen, in welcher er die Figur des Patrick Logan verkörperte. Der Kurzauftritt in der beliebten US-amerikanischen Show diente auch der Vorbereitung der vierten und vorerst letzten Fernsehstaffel von Torchwood, die erstmals in Kalifornien als Ko-Produktion der BBC mit dem US-Sender Starz gefilmt wurde. Kurz nach dem Dreh zog sich Showrunner Russell T Davies für über zwei Jahre aus der Filmindustrie zurück, um sich um seinen todkranken Ehemann zu kümmern. Die Fernsehserie Torchwood wurde von der BBC auf Eis gelegt, es entstanden seither aber eine Vielzahl von Fortsetzungen in anderen Medien (Romane, Comics, Hörspiele).
Im Jahr 2013 kehrte Barrowman (wie auch Davies) noch einmal indirekt zu Doctor Who zurück, als Peter Davison mithilfe vieler ehemaliger Mitwirkender einen halbstündigen Kurzfilm namens The Five(ish) Doctors Reboot drehte. Das Comedy-Special war Bestandteil der Feiern zum 50. Jahrestag der Erstausstrahlung der Serie am 23. November 1963; der Titel knüpft an den offiziellen Jubiläumsfilm zum 20. Jahrestag der Serie an (Die fünf Doktoren, 1983, ebenfalls mit Davison in der Hauptrolle). Alle Beteiligten spielten im Kurzfilm selbstironische Parodien auf sich selbst, die Produktion übernahm Davisons Tochter Georgia Tennant. Mithilfe von Barrowman, David und Georgia Tennant, Paul McGann, Matt Smith und Jenna Coleman versuchen Davison, Sylvester McCoy, Colin Baker und Russell T Davies vergeblich, eine noch so kleine Rolle in der Produktion des Jubiläumsfilms Der Tag des Doktors zu ergattern. Dafür brechen sie unter anderem in die BBC-Filmstudios in Cardiff ein. Davison, McCoy und Baker enthüllen unterwegs in einer dramatisch aufgemachten Sequenz, dass Barrowman in London heimlich eine Frau und zwei Töchter hat. Der frustrierte Familienvater flieht daraufhin mit den drei ehemaligen Doktor-Darstellern zum Drehort nach Cardiff. The Five(ish) Doctors Reboot wurde im Folgejahr für einen Hugo Award als bester Kurzfilm nominiert.

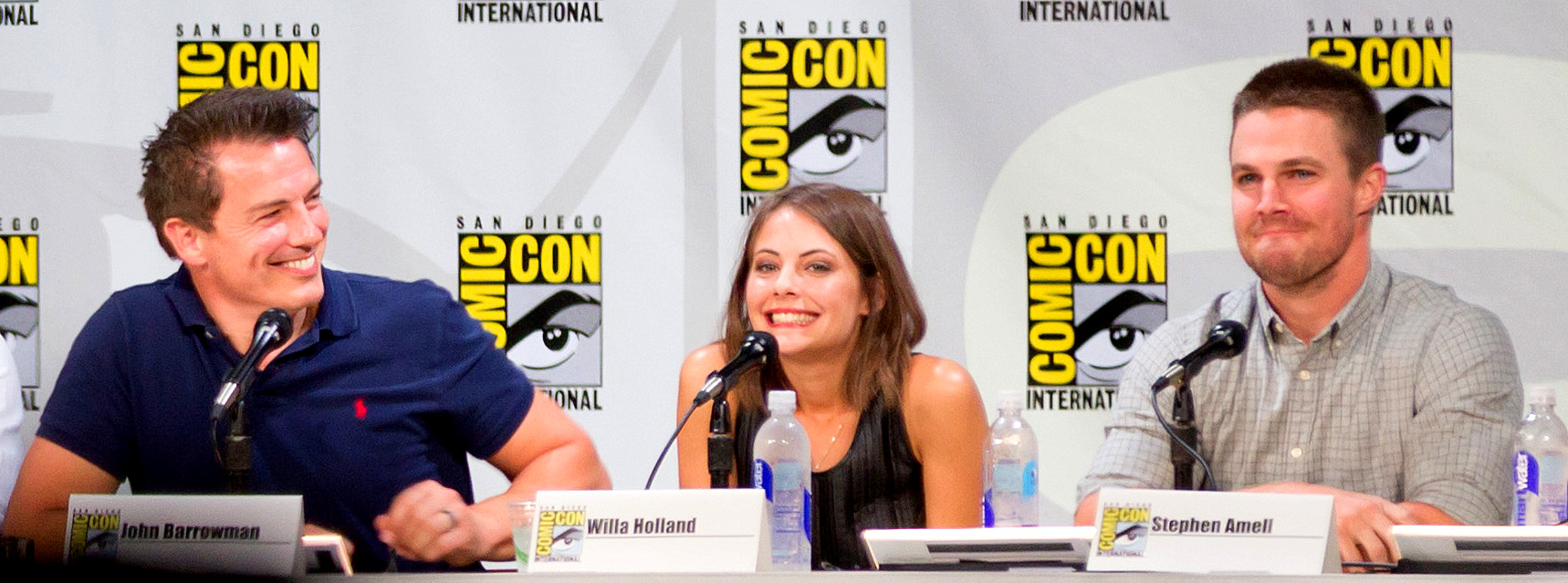
John Barrowman mit Willa Holland und Stephen Amell, 2014

In den ersten fünf Staffeln der DC-Serie Arrow war er von 2012 bis 2017 als Antagonist Malcolm Merlyn zu sehen. Merlyn – auch als „Dark Archer“ und الساحر / as-Sāḥir / ‚Der Magier‘ bekannt – ständiger Widersacher der Hauptfigur Oliver „The Arrow“ Queen (dargestellt von Stephen Amell). Ab der dritten Staffel gehörte Barrowman zur Hauptbesetzung. Mit Doctor Who, Torchwood und Arrow sichert er sich jährlich mehrere Auftritte bei diversen internationalen Science-Fiction- und Fantasy-Conventions wie der SDCC (weltweit größte Comic-Con), ihren etwa 50 US-amerikanischen Ablegern und ihrem deutschen Äquivalent in Stuttgart, sowie vielen weiteren Fan-Expos in Kanada, den USA, Großbritannien und dem europäischen Festland. Anfangs waren diese Auftritte eingerahmt in Autogramm- und Foto-OPs sowie Gruppen-Panels (einer Art Fragestunde für Fans) der jeweiligen Fernsehshow, nach kurzer Zeit erhielt Barrowman aber auch vermehrt Solo-Panels, die er über die Interview-Atmosphäre hinaus zur improvisierten Entertainment-Show umfunktioniert, Lieder und Anekdoten zum Besten gibt.
Seit seinem Durchbruch in der Fernsehindustrie durch Doctor Who / Torchwood und Dancing on Ice im Jahr 2005 nimmt Barrowman weniger Theaterrollen an. Da die meisten Projekte des Entertainers (Dreharbeiten, Konzerte) in den Wintermonaten weniger Zeit einnehmen, beschränkt er seine Theaterverträge seither auf Panto (alljährliche Comedy-Musicals für junge Familien von November bis Februar), wo er seit nun über zehn Jahren neben den Krankies (schottisches Comedy-Duo seit den 1970er Jahren) eine feste Größe darstellt. Zwar habe er nach wie vor eine tiefe Verbindung insbesondere zu den großen Musicals, allerdings lasse diese Tätigkeit über einen langen Beschäftigungszeitraum hinweg keinerlei Privatleben zu. Unter den acht oder mehr Auftritten pro Woche, deren Zeiten sich selbstredend möglichst wenig mit den Arbeitszeiten anderer Berufe überschneiden dürfen, leide insbesondere der soziale Kontakt zu Freunden und Familie. Die Fülle an Angeboten gebe ihm aktuell die Möglichkeit und Notwendigkeit, unter guten Alternativen zu wählen, er könne sich aber durchaus vorstellen, in absehbarer Zeit wieder auf die Theaterbühne zurückzukehren. Diesen Wunsch erfüllte er sich bereits 2009, als sich ihm die Gelegenheit bot, für nur elf Wochen (sog. strictly limited run) in der Rolle der Zaza (La Cage aux Folles) ins Londoner West End zurückzukehren. Der Vertrag schloss fast unmittelbar an seine zweite Konzerttournee und die Veröffentlichung seines zweiten Buches I Am What I Am an und fügte sich zwischen den Dreh von Torchwood und Tonight’s the Night sowie seine Panto-Auftritte als Robin Hood in Cardiff zur Jahreswende.
Häufigen Kommentaren von Journalisten, Freunden und Kollegen, das Panto-Familientheater sei „unter seiner Würde als vielseitiger professioneller Schauspieler“ begegnet er mit der Erinnerung, „dass selbst Shakespeare sich nicht zu schade war, mit Geschlechtertausch, Personenverwechslungen und der Theatralik von Narren und Gecks herumzualbern“. In diesem Zusammenhang hob er die Panto-Skripte des Dramaturgen Paul Elliot hervor, dessen „einzigartiges Talent, sowohl nostalgische Mütter, Väter, Großeltern, Onkel und Tanten [als auch] die große Bandbreite an Kindern und Jugendlichen mit cleverem Theaterwissen und gekonnten Bonmots anzusprechen“, er für den Erfolg der Shows maßgeblich verantwortlich macht. Der Ansicht, Panto im Allgemeinen sei kitschig und überholt, stellt er entgegen: „Ich fordere euch heraus, euch eins meiner Pantos anzusehen und dabei keinen Spaß zu haben. Völlig unmöglich.“ Publikum und Theaterkritik geben ihm Recht, seine Vorstellungen sind regelmäßig Monate vor Beginn ausverkauft. Zuletzt war er als Dick Whittington im Manchester Opera House zu sehen.
Auf die gleiche Art begründet er seine Teilnahme an der Reality-Show Dancing on Ice. Unmittelbar nach seinem internationalen Durchbruch vor der Kamera durch Doctor Who und angesichts einer Vielzahl von Rollenangeboten brachte ihm seine Teilnahmeentscheidung hauptsächlich Unverständnis seitens seiner Peers ein. Wie in Deutschland genießen Reality-Shows in Großbritannien üblicherweise nicht den Ruf, von großer Schauspielkunst oder sonstiger Qualität zu zeugen – wer bessere Angebote hat, macht meist einen Bogen darum – doch in der Sportsendung Dancing on Ice sah Barrowman einerseits „tatsächlichen Unterhaltungswert ohne das übliche hinterhältige Lästern der Teilnehmer übereinander“ und andererseits die einmalige Gelegenheit, die Grundlagen des Eiskunstlaufs von den mehrfachen Weltmeistern und Olympiasiegern im Paarlauf, Torvill & Dean, persönlich zu lernen. Während der Teilnahme betonte er immer wieder den hohen Spaß- und Lernfaktor dieser Sendung für ihn persönlich und beklagte einzig das wiederholte Bestreben einiger Printmedien, künstlich Zwist zwischen den Teilnehmern zu erzeugen oder zu erdichten.
Barrowman ist dafür bekannt, sich zu fast allen Tätigkeiten bewegen zu lassen, in denen er einen Unterhaltungswert für seine Zuschauer erkennt. Die einzige Rolle, die er bislang öffentlich bereute, war eine der Hauptrollen in Shark Attack III: Megalodon. Im Interview mit Jonathan Ross gab er zu, die Rolle 2002 aus reiner Geldnot angenommen zu haben. Nachdem Ross dem Publikum einen kurzen Videoausschnitt zeigte, bestätigte Barrowman, das Drehbuch sei „schrecklich“ gewesen, und konnte sich nicht überwinden, die Hauptdarstellerin als Schauspielkollegin zu bezeichnen („the… the female… who was… I was acting opposite“). Verschiedene Szenen des Films wurden zum Internetphänomen aufgrund der wenig überzeugenden Special Effects, den starken Größenschwankungen des schlecht animierten Hais und den teils bizarren Dialogen. In Kreisen von B-Movie-Fans erlangte der Film durch seine unfreiwillige Komik einen gewissen Kultstatus (ein kurzer Videoausschnitt der Szene eines Haiangriffes wurde auf YouTube bereits weit über 50 Millionen Mal angesehen). Besonders beliebt wurde ein von Barrowman vollständig improvisierter Satz, der ihm zufolge niemals für den fertigen Film vorgesehen war. Der Regisseur David Worth habe ihn gebeten, durch eine Improvisation seinem Gegenüber Jenny McShane eine Gesichtsregung zu entlocken. In dem Glauben, der Satz werde auf jeden Fall später herausgeschnitten, sagte Barrowman daraufhin ganz nüchtern und aus dem Stegreif: „I’m really wired. What do you say I take you home and eat your pussy?“ Die erhoffte Reaktion blieb aus, dennoch entschied der Regisseur, den Satz selbst im Film zu behalten, und verwandte ihn als Überleitung zu einer ohnehin bereits gefilmten Sexszene zwischen den beiden Figuren. Barrowman erfuhr davon jedoch erst, als er den Film später gemeinsam mit seinen noch jungen Nichten und Neffen ansah. Für eine spätere Fernsehausstrahlung mussten einige Dialogteile neu synchronisiert werden, um der Zensur zu entgehen. Aus Barrowmans berüchtigter Improvisation wurde der Vorschlag, nun nach Hause zu gehen und gemeinsam einen Film anzusehen, was für die Reaktion von McShane keinen Unterschied machte. Der ursprüngliche Satz wurde 2012 von der britischen Filmzeitschrift Total Film in ihre Liste der 50 Greatest Improvised Movie Scenes: who needs a script anyway? (Die 50 besten improvisierten Filmszenen: Wer braucht schon ein Drehbuch?) aufgenommen.
Am 5. Juli 2011 verlieh ihm die RSAMD in Glasgow die Ehrendoktorwürde der Fakultät für Schauspiel – verknüpft mit der Einladung, an der renommierten Universität gelegentlich Masterkurse für Schauspiel zu leiten.

### Karriere als Autor

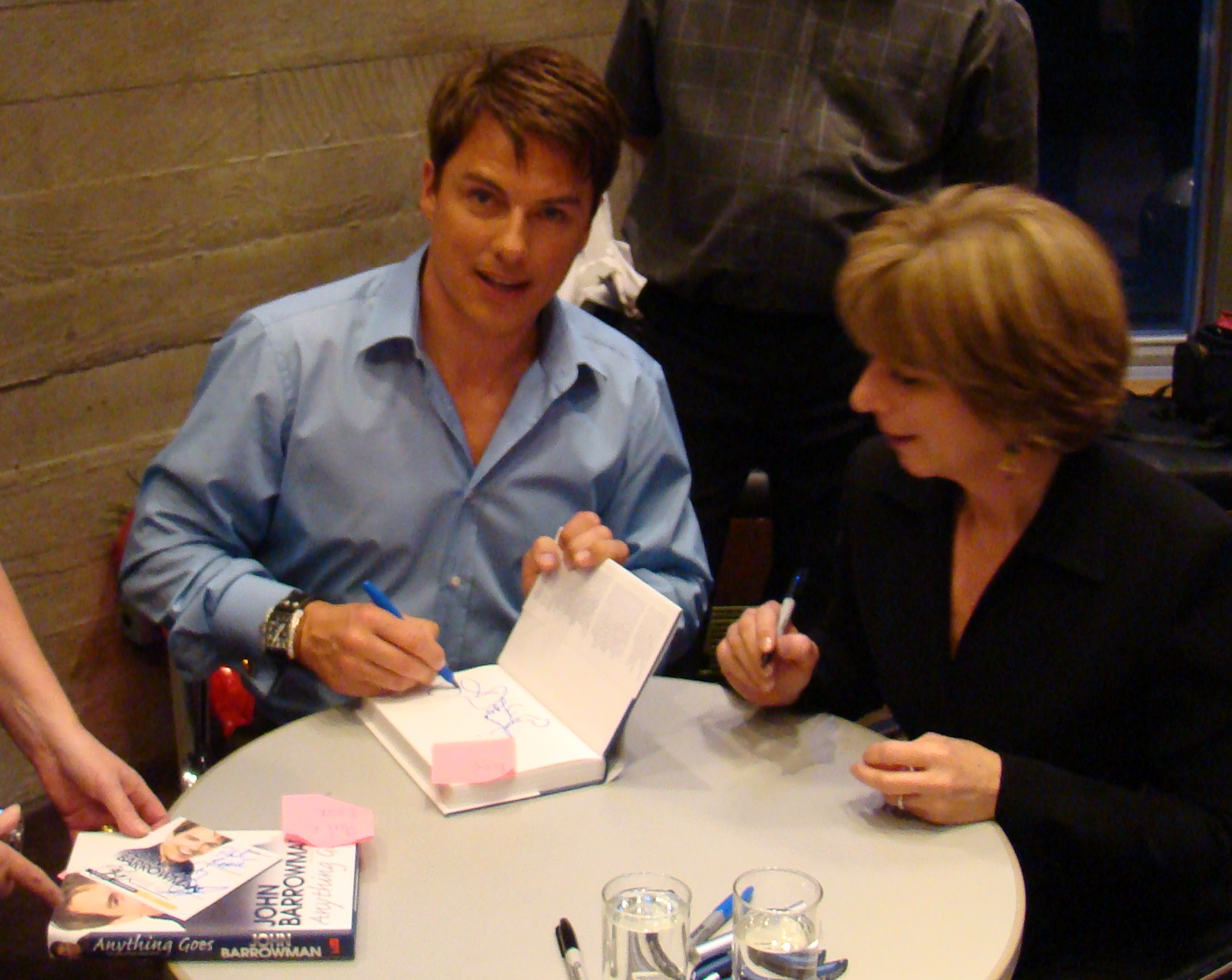
Signierstunde zum ersten Buch Anything Goes mit Schwester Carole E. Barrowman, 2008

Fast alle Buchveröffentlichungen Barrowmans entstanden in Zusammenarbeit mit seiner Schwester Carole Emily Barrowman (* 20. April 1959). Sie ist Professorin für Anglistik und Literaturwissenschaft in Milwaukee (Wisconsin, USA) und leitet in dieser Funktion auch den Fachbereich Kreatives Schreiben am Alverno College, einer privaten Kunsthochschule unter römisch-katholischer Trägerschaft. Außerdem ist sie für den Milwaukee Sentinel und andere lokale Zeitungen als Literaturkritikerin und Krimi-Kolumnistin tätig. 2011 gewann die Anthologie Chicks Dig Timelords, zu der sie als Ko-Autorin beitrug, den Hugo Award als Best Related Work. Sie sammelte und strukturierte die Aufzeichnungen ihres Bruders und gestaltete mit ihm die beiden Memoiren Anything Goes (2008) und I Am What I Am (2009). Die Buchtitel entstammen den Liedern Anything Goes aus Cole Porters gleichnamigem Musical und I Am What I Am aus Jerry Hermans La Cage aux Folles – in beiden Stücken hatte Barrowman eine Hauptrolle gespielt (AG 1989 & 2002/2003; La Cage 2009). Auch die einzelnen Buchkapitel tragen die Namen von Musicalnummern und anderen thematisch passenden Liedern.
Das erste veröffentlichte fiktionale Werk der Barrowman-Geschwister war ein Torchwood-Comicstrip mit dem Titel Captain Jack and the Selkie.
John kommentierte die Darstellung des Captains im Comic wie folgt: „Wir hatten uns darauf geeinigt, eine Geschichte zu erzählen, die bislang unentdeckte Aspekte von Jacks Charakter und seiner Lebensgeschichte erkunden sollte. Ich wollte den Fans etwas neues über Jack mitgeben.“
Am 2. Februar 2012 (UK) brachte das Geschwisterpaar über den Buster Books Verlag seinen ersten Fantasy-Roman für Kinder und Jugendliche mit dem Namen Hollow Earth (hohle Erde) auf den Markt. Hauptzielgruppe sind 10–12-Jährige, es handelt sich also um mid-grade fiction. Der Roman handelt von den Zwillingen Matt und Emily „Em“ Calder, die als sogenannte Animare in der Lage sind, Kunst durch ihre Vorstellungskraft zum Leben zu erwecken und über Kunstwerke durch Raum und Zeit zu reisen. Durch diese Fähigkeit rufen sie mächtige Antagonisten auf den Plan, welche das Tor zu Hollow Earth öffnen wollen, eine Art Unterwelt, in die vielerlei Monster und Dämonen verbannt waren.
Hollow Earth wurde der erste Teil einer Trilogie, es folgten The Bone Quill (2013, deutscher Titel Hohle Erde: Knochenfeder, 2014) und The Book of Beasts (2014). 2016 erschien Conjuror, der erste Roman einer neuen Reihe (The Orion Chronicles), angesiedelt in derselben Welt wie Hollow Earth und aufbauend auf den Abenteuern der Zwillinge. Diese sind wieder unter den Protagonisten, eigentliche Hauptperson ist nun allerdings der gehörlose afroamerikanische Flüchtling Remy, welcher zur Familie der Conjurors (Zauberer, Taschenspieler) gehört und nicht Kunstwerke, sondern Musik zur Veränderung der Wirklichkeit nutzen kann. Am 10. März 2017 wurde Conjuror von Nudge Books mit dem Book of the Year Award in der Kategorie Book Geek als Buch des Jahres ausgezeichnet.
2013 veröffentlichten sie neben The Bone Quill auch den Roman Exodus Code, welcher wieder im Torchwood-Universum angesiedelt ist. Darauf aufbauend folgten die Comic-Romane Welt ohne Ende und Station Null (beide 2017), ein dritter Band ist für Juni 2018 angekündigt. 2017 erschien mit Nephilim außerdem der zweite Teil der Orion Chronicles. Zu der Torchwood-Comicserie liegen bereits Übersetzungen bei Panini in die deutsche Sprache vor.
Am 9. August 2018 erschien im Vereinigten Königreich der dritte Teil der Orion Chronicles unter dem Titel Inquisitor. In den USA und weiteren Ländern folgt die Veröffentlichung im Oktober 2018.
Für 2018 ist zudem der Beginn einer neuen Comicserie für Legendary Comics mit dem Titel Cursed angekündigt.

### Privatleben

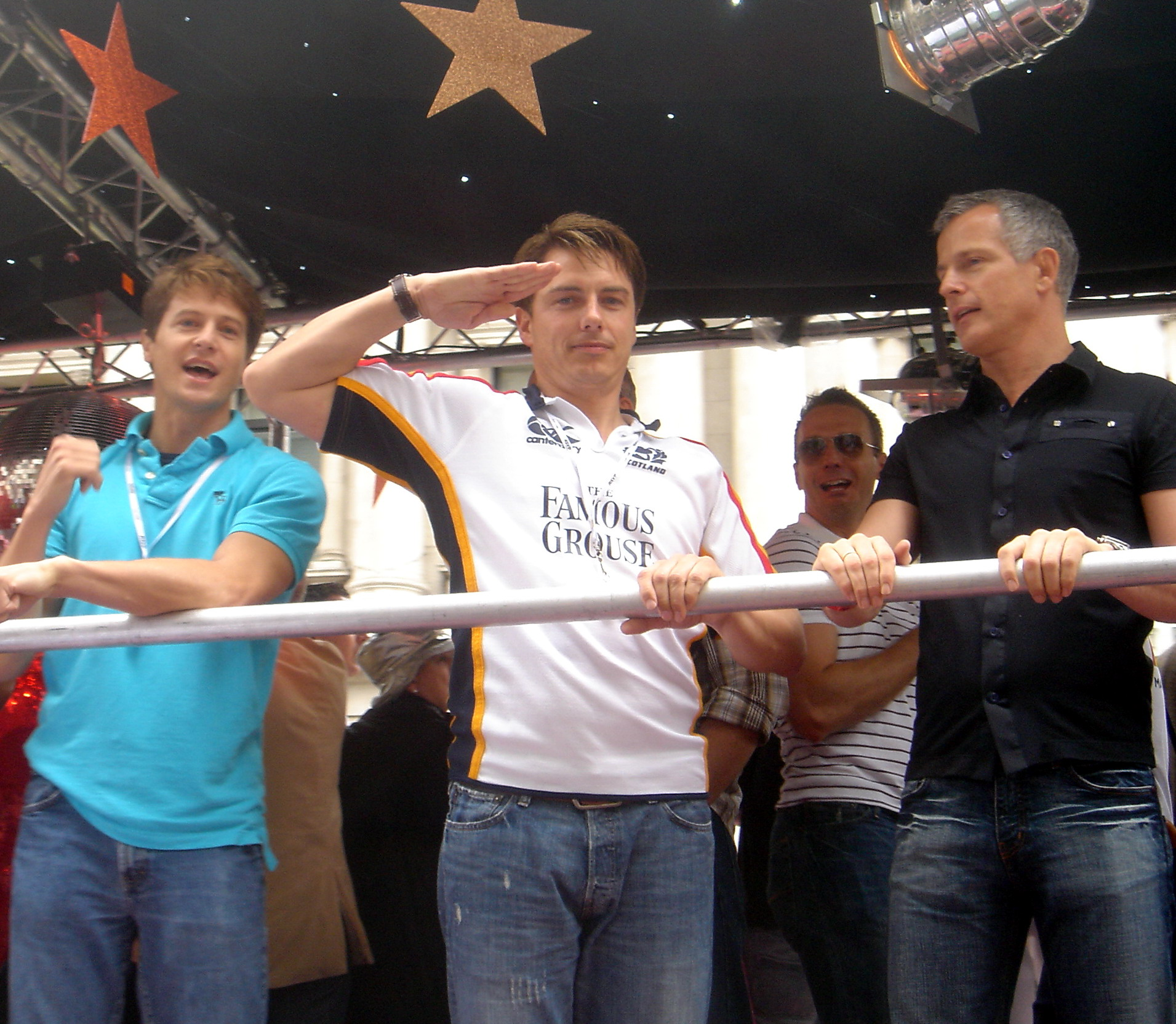
John Barrowman als Co-Moderator der London Pride 2007; mit Ehemann Scott Gill (l.)

1993 lernte John Barrowman seinen heutigen Ehemann, den britischen Architekten Scott Gill (* 2. April 1963), nach einer Aufführung von Patrick Hamiltons Rope im Rahmen des Chichester-Theaterfestivals kennen. Das Paar lebt berufsbedingt abwechselnd in London (England), Sully (Cardiff, Wales) und Palm Springs (Kalifornien). Im Zuge ihres Umzuges nach Kalifornien holten sie Barrowmans Eltern aus Florida zu sich nach Palm Springs. Gills Familie lebt weiterhin in England. Am 27. Dezember 2006 unterzeichneten sie in Wales den Vertrag für eine Eingetragene Partnerschaft, als erste Besiegelung ihres Lebensbündnisses bezeichnen sie allerdings die Aufnahme der ersten gemeinsamen Darlehenshypothek zwölf Jahre zuvor. Unmittelbar nach der Re-Legalisierung in Kalifornien heirateten die beiden dort am 2. Juli 2013. Mit der Eheschließung erhielt Gill durch Barrowmans doppelte Staatsbürgerschaft nach zwanzig Jahren schließlich eine permanente Aufenthaltsgenehmigung in den Vereinigten Staaten, während er zuvor visumsbedingt regelmäßig nach Großbritannien zurückkehren musste.

## Soziales Engagement

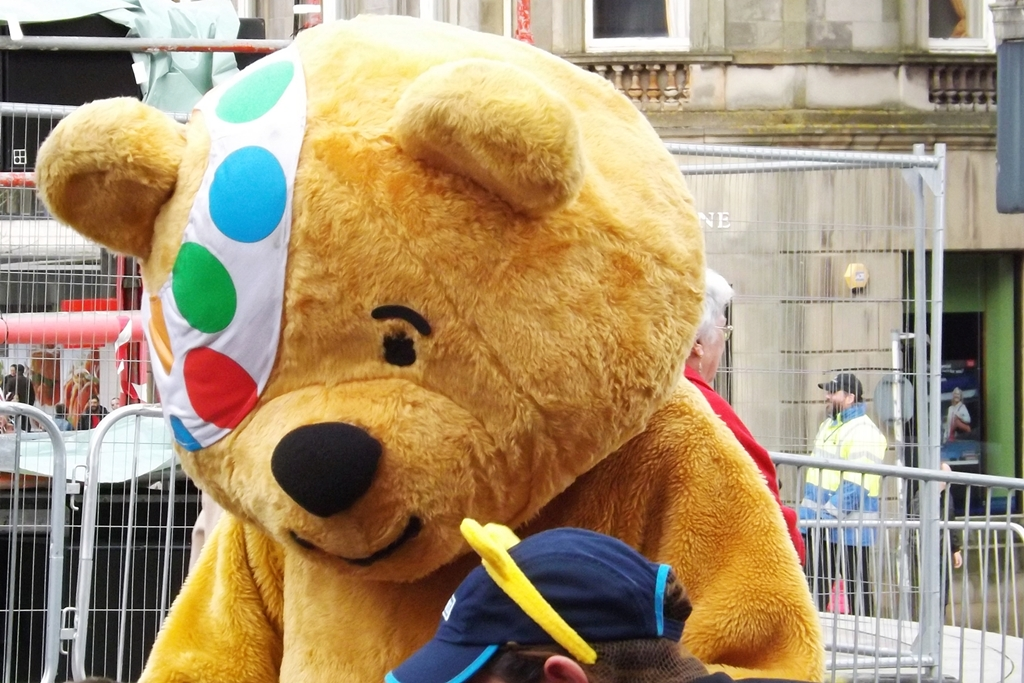
Pudsey Bear, Maskottchen von Children In Need

Wiederholt ruft Barrowman seine Fans zu Spenden und Unterstützung für seine Hilfsprojekte auf, hierbei liegt sein besonderes Augenmerk auf der Unterstützung transsexueller Jugendlicher in Pflegefamilien sowie der Ausbildung von Signalhunden für gehörlose Menschen. Neben Stonewall und der Human Rights Campaign hat er sich besonders dem BBC-Kinderhilfswerk Children In Need und der Tierschutzorganisation Dogs Trust verschrieben, die sich seit 1891 missbrauchten, vernachlässigten und streunenden Hunden widmet und u. a. für Slogans wie „A Dog is for Life, not just for Christmas“ (ein Hund ist fürs Leben, nicht nur fürs Weihnachtsfest) bekannt ist. In den USA und Schottland unterstützte er außerdem verschiedene Projekte der Obdachlosenhilfe und für Menschen mit Down-Syndrom.
Für die Trans Youth Equality Foundation (Stiftung für Gleichberechtigung der Trans-Jugend) startete Barrowman am Vortag seines 50. Geburtstages (10. März 2017) medienwirksam eine T-Shirt-Kampagne. Die Kleidungsstücke, angeboten über die für solche Zwecke geschaffene Webseite Represent.com, zeigten ein abgewandeltes Toilettenschild (eine Mischung aus der typischerweise verwendeten männlichen und weiblichen Figur) mit der Aufschrift „It Was Never About the Bathrooms“ (es ging doch nie wirklich um die Toiletten). Der Satz bezieht sich auf die andauernde Debatte über die Benutzung öffentlicher Toiletten durch Trans-Menschen. In den USA wurden zeitweise Gesetzesentwürfe auf den Weg gebracht, die es Transmännern und -frauen untersagten, die Toilette ihrer Wahl zu nutzen und ihnen vorschrieb, dem auf ihrer Geburtsurkunde angegebenen Geschlecht entsprechend zu wählen. Die Benefiz-Crowdfunding-Plattform Represent ist auf limitierte Kurzzeit-Kampagnen (normalerweise wenige Tage oder Wochen) ausgelegt. Die Auswahl der Kleidungsstücke beschränkt sich zur Material- und Produktionskosteneinsparung auf wenige Grundfarben und Standard-Schnitte. Die Bathroom-Kampagne umfasste sechs verschiedene Oberteile (Shirts und Pullover) ohne Farbauswahl, Hintergrundfarbe war schwarz. Alle Einnahmen (etwa 20.000 US-Dollar) kamen unmittelbar der Stiftung zugute. Die Dienste von Represent.com hatte Barrowman zuvor schon einmal in Anspruch genommen. So brachte er im Frühjahr 2015 eine eigene, etwas umfangreichere Kollektion zugunsten der NOH8 Campaign (no hate = kein Hass) auf den Markt, die sich 2482-mal verkaufte. Später begann er, außerhalb dieser Spendenkampagnen auch Fanartikel über die Seite anzubieten.
Die sozialen Medien nutzt er auch, um insbesondere seine US-amerikanischen Fans auf Missstände in seiner Umgebung aufmerksam zu machen und sie ggf. zur Mithilfe aufzufordern. Zuletzt prangerte er am Abend des 5. April 2018 den Umgang der beliebten US-Einzelhandelskette Target mit einem obdachlosen Kunden an. Barrowman hatte in einer Filiale in WeHo (L.A.) versucht, dem Mann verschiedene Kleidungsstücke und einen Gutschein für weitere Einkäufe zu kaufen, dies wurde ihm vom Personal unter Berufung auf Unternehmensrichtlinien untersagt. Innerhalb weniger Minuten wurde Barrowmans Video auf Twitter und Facebook hunderttausende Male angesehen, geteilt und kommentiert. Keine fünf Stunden, nachdem er seinem Ärger öffentlich Luft gemacht hatte, reagierte Target auf Twitter mit einer öffentlichen Entschuldigung und der Versicherung, eine solche Unternehmensrichtlinie existiere nicht und man habe sich umgehend mit dem Personal der Filiale in Kontakt gesetzt. Dies ging Barrowman nicht weit genug, er schlug dem Unternehmen vor, als Reaktion auf das Fehlverhalten und als Zeichen des guten Willens ein sichtbares Positivbeispiel zu geben und beispielsweise eine großzügige Spende an eine der führenden lokalen oder bundesweiten Obdachlosen-Hilfsorganisation zu entrichten. Der Fall schlug Wellen in der landesweiten und internationalen Presse.
Am 16. Mai 2018 griff Barrowman das Thema noch einmal auf und startete erneut über Represent.com eine Kampagne, im Rahmen derer er zugunsten zweier Obdachlosenhilfswerke (je eines in Kalifornien und Großbritannien) Kleidung mit dem Aufdruck „Target homelessness, not the homeless“ (nehmt Obdachlosigkeit in Angriff, nicht die Obdachlosen) anbietet.
Ein besonderes Herzensprojekt ist das LGBT Sanctuary Palm Springs (sanctuary = Zufluchtsort). Die ehrenamtlich geführte Unterkunft in seiner kalifornischen Wahlheimat will jungen Erwachsenen ein Zuhause bieten, nachdem sie altersbedingt aus der staatlichen Jugendhilfe fallen. 18- bis 21-Jährige, die zuvor in Pflegefamilien oder Heimen gelebt haben, erhalten dort ein WG-Zimmer, ein breites Kursangebot und Unterstützung bei der Ausbildungs- und Jobfindung, der ersten Steuererklärung und anderen Schwierigkeiten des Übergangs ins Erwachsenenleben. Das Projekt richtet sich besonders an LGBTQ-Jugend, die in staatlicher Fürsorge landeten, nachdem ihre Eltern sie verstießen. 20 % solcher Jugendlicher werden im Riverside County obdachlos, sobald die staatliche Fürsorge nicht mehr greift. Der Anteil obdachloser LGBT-Jugendlicher (20 %) ist doppelt so hoch wie der Anteil der LGBT-Jugend an der US-amerikanischen Gesamtbevölkerung dieser Altersgruppe (10 %). 26 % aller LGBT-Jugendlicher bezeichnen fehlende Akzeptanz in Schule und Elternhaus als ihr größtes Problem. Diese traurigen Statistiken will die NPO langfristig ändern. Ab 2014 begann die Planung, 2016 eröffnete das erste Haus mit Herbergekapazitäten für sechs junge Menschen gleichzeitig, es folgten Ausbauten und Ende 2017 kam ein zweites vollständig spendenfinanziertes Haus dazu, gebaut von den Bewohnern und ehrenamtlichen Helfern.
Barrowman betrachtet es als seine Lebensaufgabe, schwulen Paaren eine mögliche Lebensweise aufzuzeigen und ein authentisches Beispiel für eine funktionierende, natürliche Liebesbeziehung und lebenslange Bindung zweier Männer zu geben. Dafür erzählt und schreibt er zu vielerlei Gelegenheiten offen und ehrlich von den Höhen und Tiefen seiner Ehe und nutzt Videofunktionen der sozialen Medien (TwitCast, FacebookLive u. a.) zur Dokumentation alltäglicher Situationen seines Privat- und Berufslebens und der Beantwortung von Fragen seiner Fans in Echtzeit. Wie vor ihm beispielsweise Sir Ian McKellen legt er durch seine Karriere außerdem Zeugnis darüber ab, dass eine erfolgreiche Berufslaufbahn unter den Augen der Öffentlichkeit auch möglich ist, ohne Identität und Privatleben jemals zu leugnen. In seinem Buch I Am What I Am beschreibt er seine Motivation und Intention einmal wie folgt:

„Wir leben in einer Welt, in der es eine Art allgemein akzeptierte Geschichte darüber gibt, wie nicht-homosexuelle Paare leben und sich verhalten sollen. Wenn diese Erzählung auch voller Stereotypen und Klischees sein kann – Stichwort: ‚Die Frau ist verantwortlich für das Haus und die Kinder; der Ehemann für die Finanzen und den Rasen‘ – gibt es doch immerhin eine solche Vorlage. Und diese ist voller Anekdoten und Ratschläge zur Anleitung und Unterstützung heterosexueller Paare. Frauen mögen von der Venus stammen und Männer vom Mars, aber zumindest gibt es im Sonnensystem des heterosexuellen Paares Bücher und Artikel und Talkshows und unzählige Country-Songs, die es beschreiben. Sie haben außerdem Mütter und Tanten und Omas, die ohne Bedenken einen verheirateten Sohn oder eine Tochter zur Seite nehmen, ihnen einen verbalen Klaps auf den Hinterkopf geben und ihnen sagen, sie sollen sich endlich zusammenreißen.
Die Familien vieler schwulen Paare sind viel zu beschäftigt damit, mit der Identität ihres Kindes zurecht zu kommen, als dass sie die Beziehung und die Arbeitsanteile ihres Sohnes (oder seines Partners) kommentieren könnten. Hinzu kommt – da viele Eltern von schwulen Männern selbst nicht schwul sind – eine echte Angst vor dem Unbekannten, die diese Art von Gesprächen noch schwieriger macht. In meiner Familie haben wir das Glück, dass wir seit Beginn meiner Beziehung zu Scott im Leben unserer Familie ganz genau so sichtbar waren wie meine Geschwister und ihre Partner. Das bedeutet zum Beispiel, dass Clare und Turner in ihrem Leben kaum etwas anderes kennen gelernt haben als Onkel John und Onkel Scott als Paar und sie sehen nur wenige grundlegende Unterschiede zwischen uns in dieser Rolle und ihren Eltern. Sie haben gesehen, wie wir streiten und zanken, brüllen und schreien, lachen und küssen und uns wieder vertragen. Sie wissen, […] wie sehr wir jeden von ihnen lieben – und wie sehr wir einander lieben. Carole und Kevin, Andrew und Dot, Scott und ich, Mama und Paps sind alle so unterschiedlich wie Paare in einer Familie nur sein können, und doch gleichen wir uns absolut. In jeder Partnerschaft arbeiten wir kontinuierlich an der Balance und den Entscheidungen, die die Beziehung lebendig halten.
Nur wenige Kapitel der Geschichte für homosexuelle Männer und Frauen sind bisher geschrieben, und ich habe als schwuler Mann die bewusste Entscheidung gefällt, dass ich Teil ihrer Gestaltung sein möchte. Angesichts meiner Sichtbarkeit in den Medien und in den Künsten glaube ich, dass ich eine Verantwortung wahrzunehmen habe[. Ich kann] anderen schwulen Männern helfen zu sehen, was in ihrem eigenen Leben möglich ist oder sogar, was für das Leben ihrer Brüder und Söhne möglich ist. Auch wenn die Rollenverteilung in unserer Beziehung nicht immer so klar abgesteckt ist, wie wir das gerne hätten… In welcher Beziehung ist sie das denn schon wirklich – wenn man die oberflächlichen Stereotypen und falschen Wahrnehmungen dessen, was es bedeutet, in einer Beziehung zu sein (schwul oder nicht), hinter sich gelassen hat?“

Neben diesem langfristigen Engagement macht Barrowman regelmäßig auf aktuelle Notsituationen aufmerksam und bittet seine ca. 2,5 Millionen Zuschauer in den sozialen Medien um Unterstützung, so zum Beispiel nach den verheerenden Überschwemmungen im Süden Texas’. Politisch positioniert er sich klar und übt wie sein Ehemann offene Kritik am Umgang der US-amerikanischen Staats- und Bundesregierungen sowie der britischen Regierung mit Flüchtlingen, Einwanderung, national(sozial)istischen/rassistischen Bewegungen und Mitgliedern der LGBT*-Gemeinschaft.
Als Gill ihm 2013 in Anlehnung an seine Fernsehrollen scherzhaft eine NRA-Mitgliedschaft schenkte, warb Barrowman eine Zeit lang bei seinen US-amerikanischen Fans dafür, die Lobby gemeinsam zu unterwandern um langfristig deren Entscheidungen zugunsten strengerer Waffengesetze von innen heraus zu beeinflussen.
Nach dem Massaker in Orlando 2016 suchte das Ehepaar verschiedene Wege, die Tragödie zu verarbeiten und den Betroffenen zu helfen. Sie unterstützten hauptsächlich den von der Stadt eingerichteten One Orlando Fund, welcher 100 % der gesammelten Spenden unmittelbar den Verletzten, Augenzeugen und den Angehörigen der Toten zukommen ließ. Insgesamt 31,67 Millionen Dollar wurden so auf 308 Familien verteilt. Zugunsten des Fonds erschien beispielsweise das Lied und Benefizvideo „Holy“ der katholischen Musikerin Danielle LoPresti, für welches sich Barrowman und Gill als eines von elf dargestellten Ehepaaren filmen ließen. Barrowman hatte außerdem zusammen mit LoPresti und Schauspielkollegin Anna Khaja eine Sprechrolle im Video. Für die entstandenen Dialoge gab es keinerlei Drehbuch oder sonstige Vorgaben. Das neunminütige Video thematisiert die jüdisch-christliche Auseinandersetzung mit (homosexueller) Liebe in der Bibel und schließt mit einem Zitat aus dem Römerbrief 13,10: „Love is the fulfilling of the law“.

## Filmografie (Auswahl)
als Schauspieler

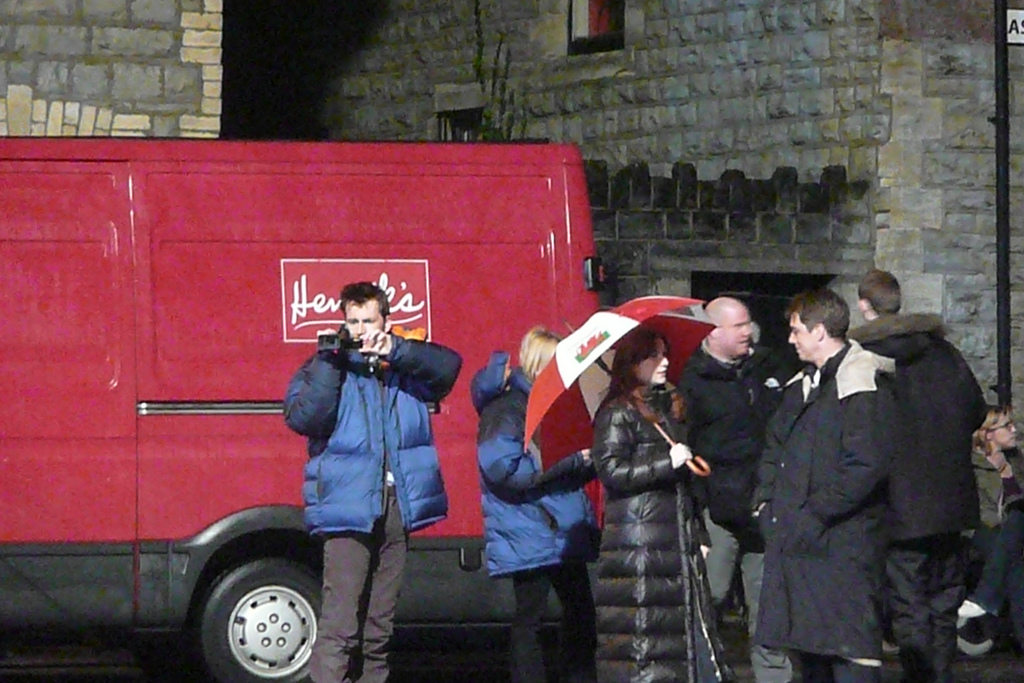
Am Set zu DW: Stolen Earth mit David Tennant, Billie Piper und Catherine Tate, 2008

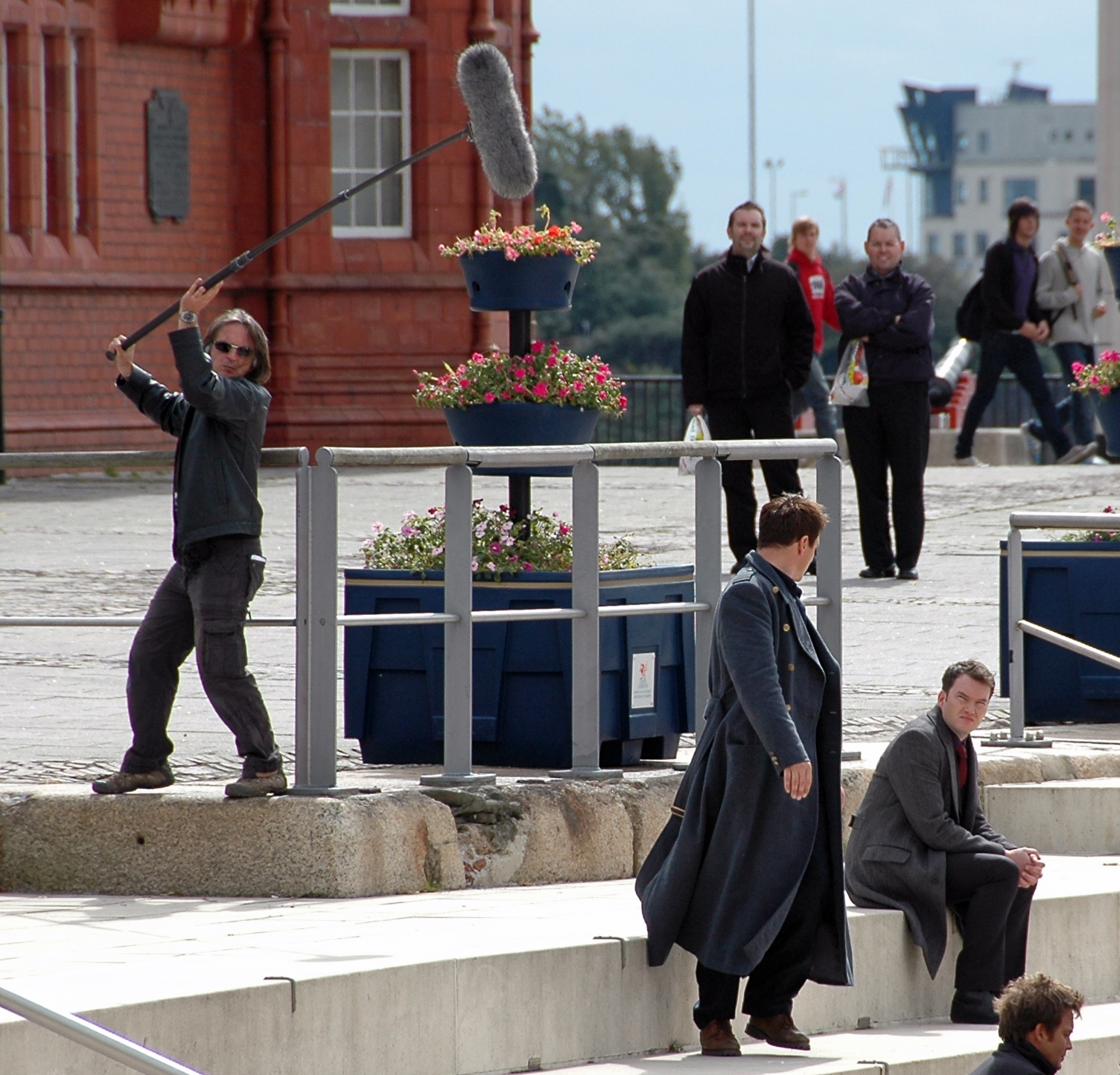
Beim Dreh zu Torchwood: Children of Earth mit Gareth David-Lloyd, Cardiff, 2008

- 1995–1996: Central Park West (Fernsehserie, 21 Folgen)
- 2000: Putting It Together (Fernsehfilm)
- 2000–2001: Titans (Fernsehserie, 14 Folgen)
- 2002: Shark Attack 3 – Megalodon (Video)
- 2004: Method – Mord im Scheinwerferlicht (Method)
- 2004: De-Lovely – Die Cole Porter Story (De-Lovely)
- 2005: The Producers
- 2005–2010, 2020: Doctor Who (Fernsehserie, 12 Folgen)
- 2006–2011: Torchwood (Fernsehserie, 41 Folgen)
- 2008: Hotel Babylon (Fernsehserie, Folge 3x06)
- 2009: My Family (Fernsehserie Folge 9x08)
- 2009: Children in Need (Gastauftritt)
- 2010: Desperate Housewives (Fernsehserie, 5 Folgen)
- 2011: Goodnight Burbank (Fernsehserie, Folge 1x06)
- 2011: The Super Hero Squad Show (Fernsehserie, Folge 2x15, Sprechrolle)
- 2012: Zero Dark Thirty
- 2012: Hustle – Unehrlich währt am längsten (Hustle, Fernsehserie, Folge 8x04)
- 2012–2019: Arrow (Fernsehserie, 54 Folgen)
- 2013: The Five(ish) Doctors Reboot (Kurzfilm)
- 2013: StreetDance Kids (All Stars, Cameo-Auftritt)
- 2013: Scandal (Fernsehserie, Folge 2x21)
- 2015, 2017: The Flash (Fernsehserie, Folgen 2x08 und 3x17 Duet)
- 2016: Reign (Fernsehserie, Folge 3x16–3x17)
- 2016–2017: Legends of Tomorrow (Fernsehserie, 6 Folgen)

als Synchronsprecher
- 2011: The Super Hero Squad Show (Zeichentrickserie, Folge 2x15) … als Stranger
- 2011: Torchwood: Web of Lies (Animationsserie, 7 Folgen) … als Captain Jack Harkness
- 2015: Lego Dimension (Computerspiel) … als Jack Harkness
- 2016: Tale of Timelord (Kurzfilm) … als Jack Harkness

### Fernsehshows

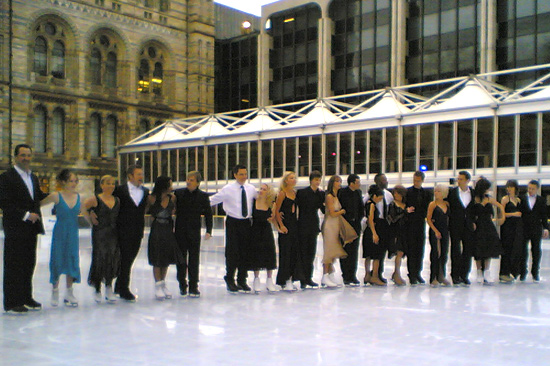
Dancing on Ice Teilnehmer 2006

- 1993–1994: Live and Kicking (Moderator)
- 1994–1995: The Movie Game (Moderator)
- 2006: How Do You Solve a Problem Like Maria? (Casting-Show, Juror)
- 2006: Dancing on Ice (Spielshow/Sportsendung, Teilnehmer)
- 2007: Any Dream Will Do (Casting-Show, Juror)
- 2008: The Kids Are Alright (Moderator)
- 2008: I’d Do Anything (Casting-Show, Juror)
- 2008: How Do You Solve a Problem Like Maria? (Casting-Show in Kanada, Juror)
- 2009–2011: Tonight’s the Night (Moderation, erste Eigenproduktion mit BarrowmanBarkerProductions)
- 2009: Around the World in 80 Days (Doku-Serie, 3 Folgen)
- 2010: Children in Need Rocks Scotland (Moderation)
- 2012: Attack of the Show (Teilnehmer)
- 2013–2014: Pressure Pad (Moderation)
- 2014: Sing Your Face Off (Moderation)
- 2014: Superstar Dogs: Countdown to Crufts (Moderation)
- 2014: John Barrowman’s Pet Hospital (Moderation)
- 2014: Small Animal Hospital (Moderation, Produktion mit BarrowmanBarkerProductions)
- 2016: The One Show (Gastmoderation)
- 2017: The Keith & Paddy Picture Show (Sketch-Show, Folge 1x01 „Dirty Dancing“)

## Auf der Bühne

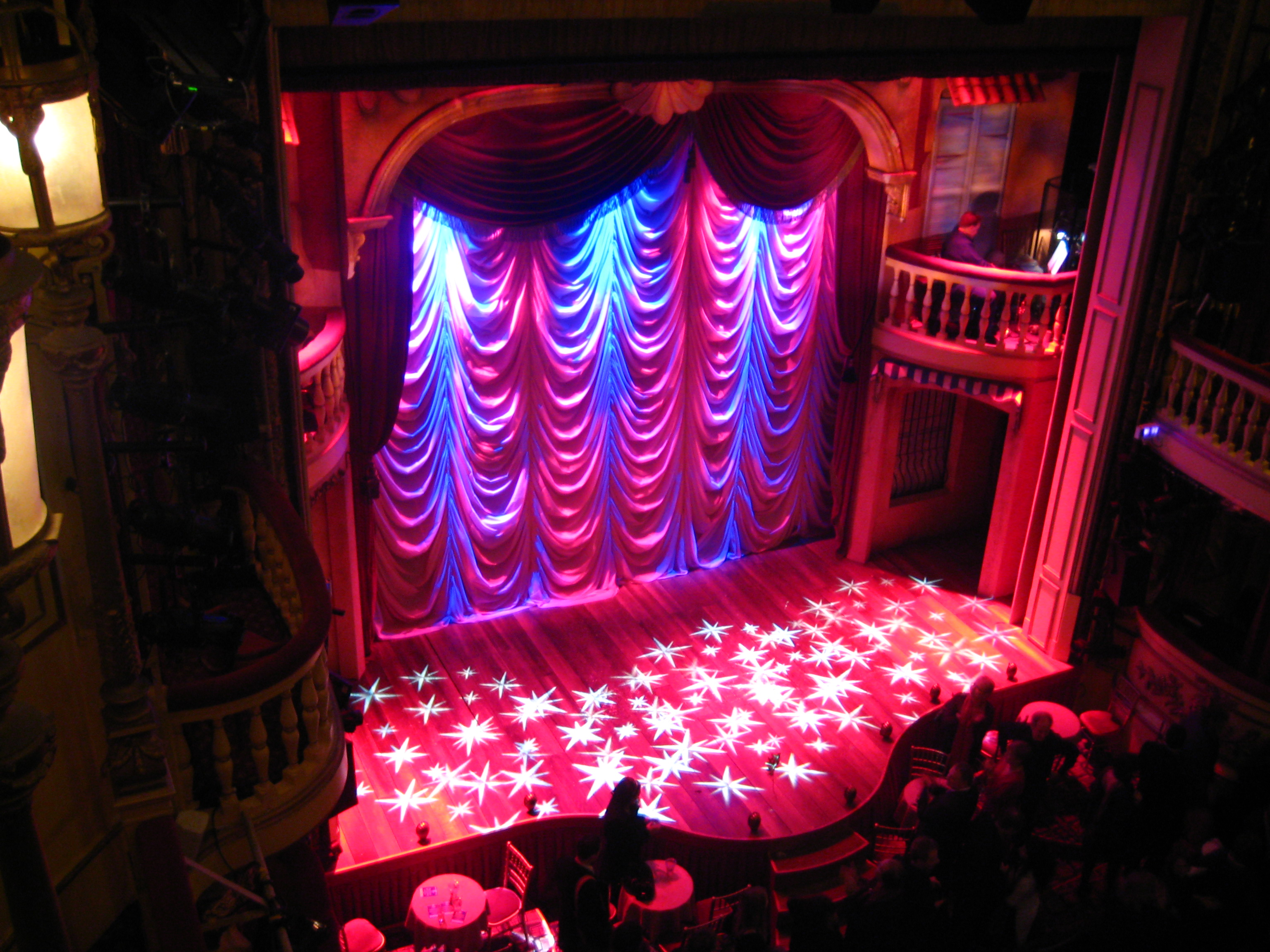
Innenraum des Playhouse Theatre (West End)

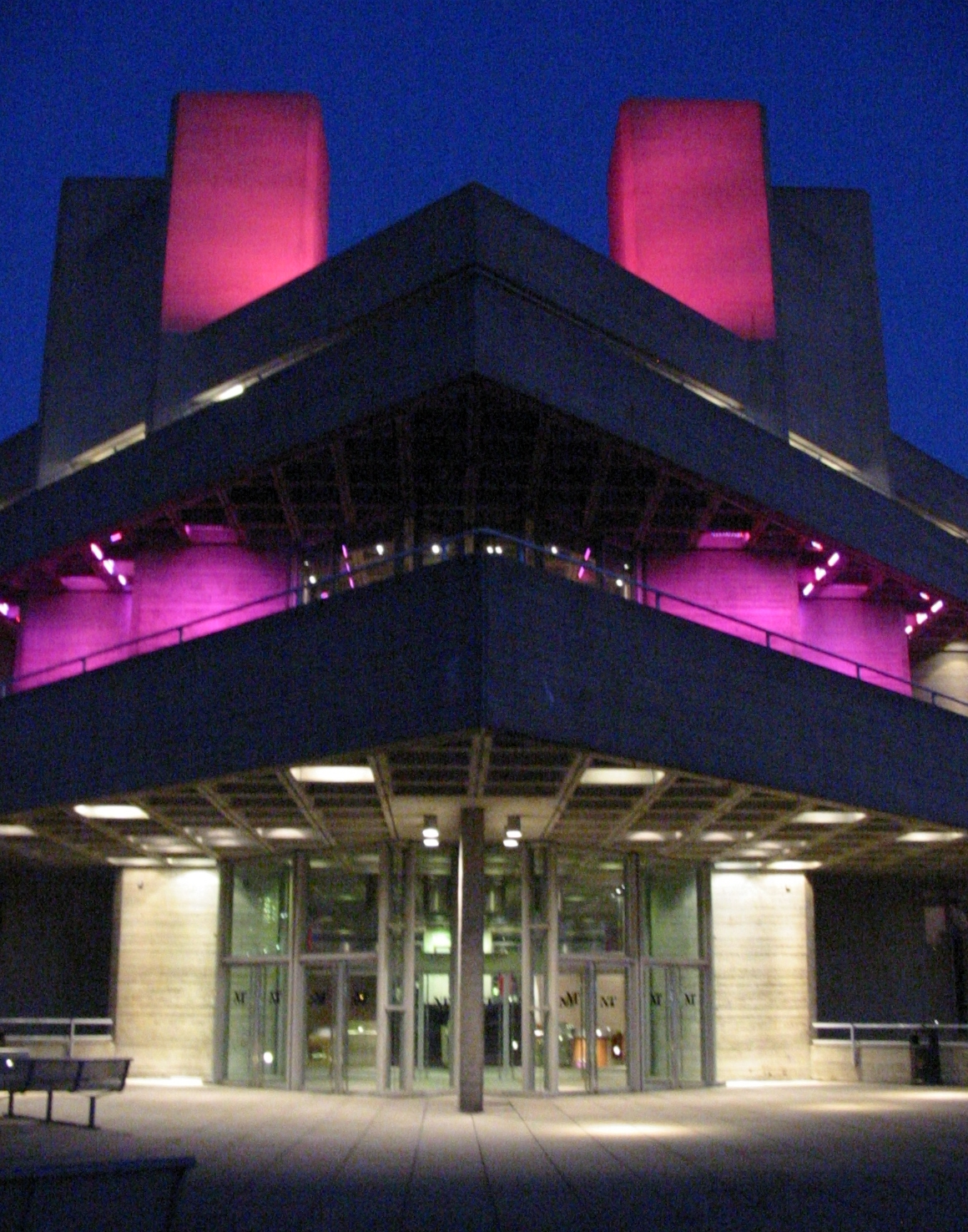
Eingang des Olivier Theatre

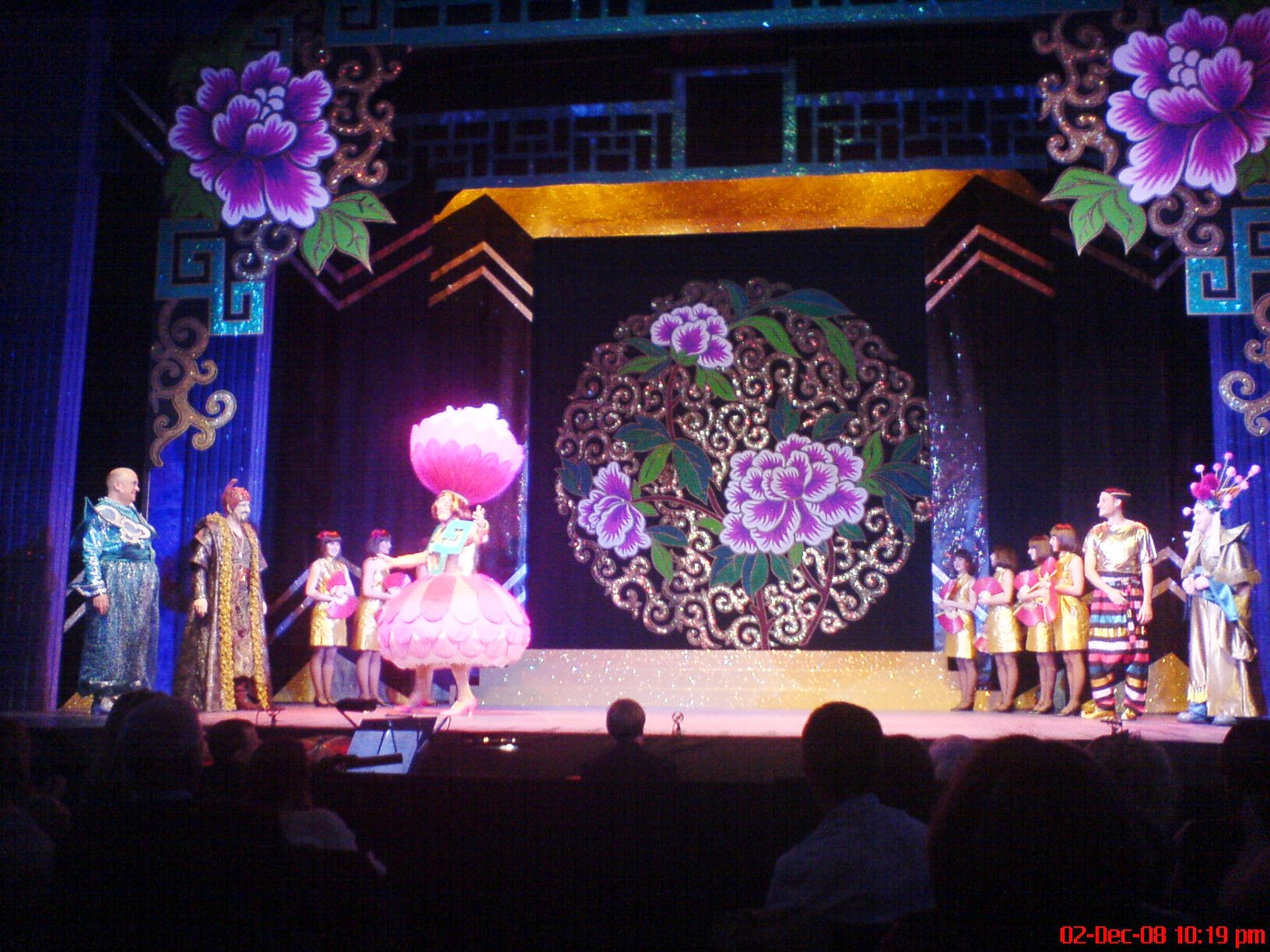
Exemplarische Panto-Bühne, Nottingham Playhouse 2008

### West End und Broadway
- 1989: Anything Goes (Billy Crocker) – West End, London, England
- 1990/1991: Miss Saigon (Chris, ein US-Marine) – West End
- 1991: Matador (Domingo Hernandez) – West End
- 1992: The Phantom of Opera (Raoul, Vicomte de Chagny) – West End
- 1993: Hair (Claude) – West End
- 1993: Rope (Wyndham Brandon) – Chichester Festival Theatre, England
- 1993/1994: Miss Saigon (Chris) – West End
- 1994: Sunset Boulevard (Joe Gillis) – West End
- 1994/1995: Sunset Boulevard (Joe Gillis) – Broadway, New York City, USA
- 1996: Red Red Rose (Robert Burns) – Aarhus, Dänemark
- 1996/1997: Sunset Boulevard (Joe Gillis) – Broadway, NYC
- 1997: Aspects of Love (Alex) – Dublin/Cork, Irland
- 1997: Evita (Che) – Oslo, Norwegen
- 1997: The Fix (Cal Chandler) – West End
- 1998: Hey, Mr. Producer! – West End
- 1998: Putting It Together (jüngerer Mann) – Los Angeles, USA
- 1999: Beauty and the Beast (Biest/Prinz) – West End
- 1999/2000: Putting It Together (jüngerer Mann) – Broadway, NYC
- 2002: Company (Bobby) – Washington, D.C., USA
- 2002: It’s Better with a Band – West End
- 2002/2003: Anything Goes (Billy Crocker) – West End
- 2003: Love’s Labour’s Lost (Dumaine) – West End
- 2003: Beautiful and Damned (F. Scott Fitzgerald) – Guildford, England
- 2004: Chicago (Billy Flynn) – West End
- 2005: A Few Good Men (Lt. Jack Ross) – West End
- 2009: La Cage aux Folles (Albin/Zaza) – West End

### Panto

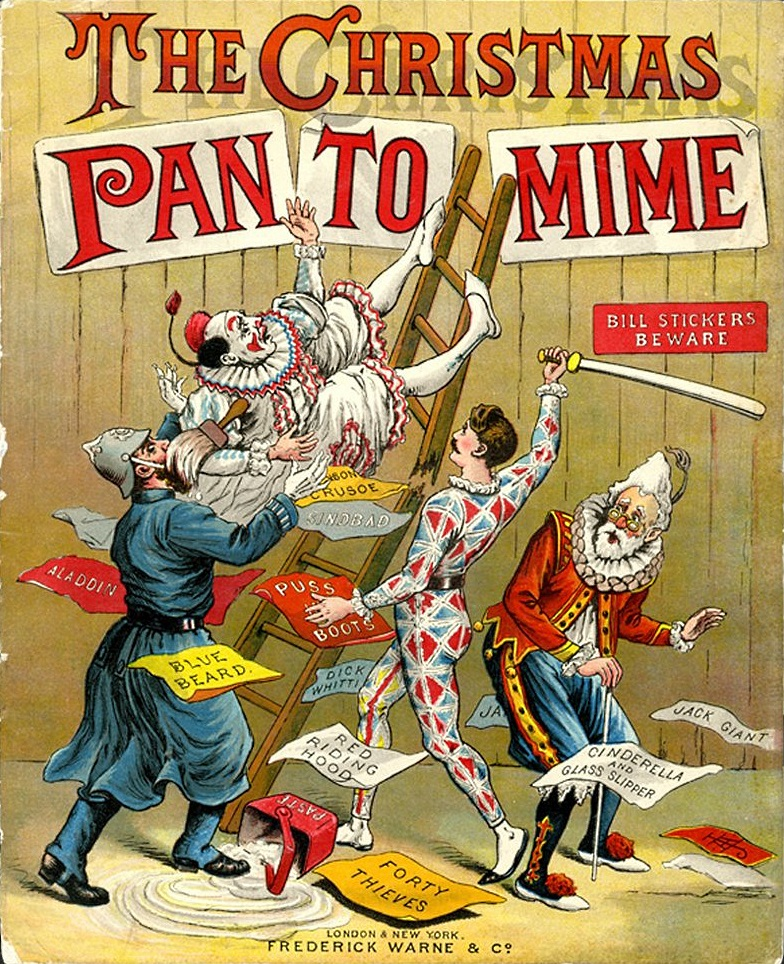
Pantomime-Poster von 1890

(Panto, eigentlich Pantomime, ist eine Art Slapstick-Comedy-Musical, das in Großbritannien traditionell von Dezember bis Januar aufgeführt wird und sich insbesondere an junge Familien, grundsätzlich aber an alle Altersgruppen richtet.)
- 2005–2006: Cinderella (Prinz Charming) – London (New Wimbledon Theatre)
- 2006–2007: Jack und die Bohnenstange (Jack) – Cardiff (New Theatre)
- 2007–2008: Aladdin (Aladdin) – Birmingham (Hippodrome Theatre)
- 2008–2009: Robin Hood (Robin) – Birmingham (Hippodrome Theatre)
- 2009–2010: Robin Hood (Robin) – Cardiff (New Theatre)
- 2010–2011: Aladdin (Aladdin) – Glasgow (Clyde Auditorium)
- 2011–2012: Robinson Crusoe und die Piraten der Karibik (Robinson) – Glasgow (Clyde Auditorium)
- 2012–2013: Jack und die Bohnenstange (Jack) – Glasgow (Clyde Auditorium)
- 2013–2014: Dick McWhittington (Dick) – Glasgow (Clyde Auditorium)
- 2014–2015: Cinderella (Buttons) – Glasgow (Clyde Auditorium)
- 2016–2017: Dick Whittington (Dick) – Birmingham (Hippodrome Theatre)
- 2017–2018: Dick Whittington (Dick) – Manchester (Opera House)

### Solo-Shows
Fast alle Auftritte Barrowmans als Alleinunterhalter enthalten sowohl komödiantische und erzählerische als auch musikalische Elemente. In seinen Solo-Panels widmet er neben den Stand-up-Anteilen und der Beantwortung der Zuschauerfragen stets die letzten Minuten der Darbietung eines Liedes, während die Auftritte im Rahmen seiner Konzerttourneen meist zu etwa gleichen Teilen aus Liedern und Anekdoten bestehen, oft begleitet von Fotos und Videos aus seiner privaten Sammlung.

#### Convention-Panels
| Convention                                                              | Veranstaltungsort                                                                                 | Land             | Anzahl und Daten |
| ----------------------------------------------------------------------- | ------------------------------------------------------------------------------------------------- | ---------------- | --- |
| Alamo City Comic Con                                                    | TX: San Antonio                                                                                   | USA              | 04 – 29./30. Oktober 2016; 27./28. Oktober 2018 |
| Amazing Comic Con                                                       | NV: Las Vegas                                                                                     | USA              | 02 – 20./21. Juni 2015 |
| Armageddon Expo                                                         | AUK: Auckland                                                                                     | Neuseeland       | 04 – 20./21./22./23. Oktober 2017 |
| Awesome Con                                                             | DC: Washington                                                                                    | USA              | 07 – 4./5. Juni 2016; 17./18. Juni 2017; 30./31. März / 1. April 2018 |
| Boston Comic Con                                                        | MA: Boston                                                                                        | USA              | 07 – 9./10. August 2014; 12./14. August 2016; 11./12./13. August 2017 |
| Calgary Expo                                                            | AB: Calgary                                                                                       | Kanada           | 02 – 30. April / 1. Mai 2016 |
| Chicago Comic and Entertainment Expo                                    | IL: Chicago                                                                                       | USA              | 02 – 14./15. April 2012 |
| Cincinnati ComicExpo                                                    | OH: Cincinnati                                                                                    | USA              | 03 – 23./24./25. September 2016 |
| City of Heroes 2 Convention                                             | EN: Birmingham                                                                                    | UK               | 02 – 13./15. Mai 2016 |
| Collectormania                                                          | EN: Milton Keynes, Stadium:MK                                                                     | UK               | 01 – 2. Juni 2012 |
| Collectormania 24                                                       | EN: Birmingham                                                                                    | UK               | 02 – 3./4. Juni 2017 |
| Comic Con Germany                                                       | BW: Stuttgart                                                                                     | Deutschland      | 02 – 1./2. Juli 2017 |
| Comicpalooza / Texas International Comic Con                            | TX: Houston, George R. Brown Convention Center                                                    | USA              | 04 – 23./24./25./26. Mai 2014 |
| Fan Days in Dallas / Dallas Comic Con                                   | TX: Dallas                                                                                        | USA              | 07 – 4./5./6. Oktober 2013; 7./8. Februar 2015; 13./14. Februar 2016 |
| Denver Comic Con                                                        | CO: Denver                                                                                        | USA              | 05 – 17./18./19. Juni 2016; 16./17. Juni 2018 |
| Destination Star Trek London Convention (als Moderator und Interviewer) | EN: London                                                                                        | UK               | 01 – 19. Oktober 2012 |
| Dragon*Con                                                              | GA: Atlanta                                                                                       | USA              | 14 – 31. August / 1./2. September 2012; 30./31. August / 1. September 2013; 4./5./6. September 2015; 2./3./4. September 2017; 1./2. September 2018                                                                    |
| Equali-Con, Q&A event: An Evening With John Barrowman                   | AZ: Phoenix                                                                                       | USA              | 01 – 6. Juni 2014 |
| Emerald City Comic Con                                                  | WA: Seattle                                                                                       | USA              | 02 – 28./29. März 2015 |
| Fan Expo Canada                                                         | ON: Toronto                                                                                       | Kanada           | 08 – 24./26. August 2012; 1./2./3./4. September 2016; 31. August / 1. September 2017 |
| FanExpo                                                                 | TX: Dallas                                                                                        | USA              | 03 – 31. März / 1./2. April 2017 |
| FanExpo Vancouver                                                       | BC: Vancouver                                                                                     | Kanada           | 05 – 4./5. April 2015; 11./12./13. November 2016 |
| Fandom Fest Comic and Toy Expo                                          | KY: Louisville, Kentucky International Convention Center & Galt House Hotel and Convention Center | USA              | 03 – 26./27./28. Juli 2013 |
| Fantasticon                                                             | WI: Milwaukee                                                                                     | USA              | 02 – 25./26. Oktober 2014 |
| FedCon 22                                                               | NW: Düsseldorf                                                                                    | Deutschland      | 04 – 9./10./11./12. Mai 2013 |
| Gallifrey One Doctor Who Convention                                     | CA: Los Angeles                                                                                   | USA              | 02 – 14./15. Februar 2015 |
| The Greatest Show in the Galaxy                                         | EN: Peterborough, East of England Showground                                                      | UK               | 02 – 12./13. Mai 2012 |
| Heroes and Villains FanFest                                             | CA: San Jose                                                                                      | USA              | 06 – 21./22. November 2015; 27./28. September 2016; 2./3. Dezember 2017 |
| Heroes and Villains FanFest                                             | EN: London                                                                                        | UK               | 04 – 27./28. Mai 2017; 26./27. Mai 2018 |
| Heroes and Villains FanFest                                             | GA: Atlanta                                                                                       | USA              | 04 – 19./20. November 2016; 18./19. November 2017 |
| Heroes and Villains FanFest                                             | IL: Chicago                                                                                       | USA              | 04 – 25./26. März 2017; 7./8. April 2018 |
| Heroes and Villains FanFest                                             | NJ: Secaucus                                                                                      | USA              | 02 – 23./24. Januar 2016 |
| Heroes and Villains FanFest                                             | NJ: New York/New Jersey                                                                           | USA              | 04 – 2./3. Juli 2016; 16./17. September 2017 |
| Heroes and Villains FanFest                                             | NW: Dortmund                                                                                      | Deutschland      | 02 – 2./3. Juni 2018 |
| Heroes and Villains FanFest                                             | OR: Portland                                                                                      | USA              | 02 – 24./25. Juni 2017 |
| Heroes and Villains FanFest                                             | TN: Nashville                                                                                     | USA              | 04 – 8./9. Juli 2017; 12./13. Mai 2018 |
| Honolulu Comic Con                                                      | HI: Honolulu, HI                                                                                  | USA              | 02 – 30./31. Juli 2016 |
| The Hub Torchwood Convention                                            | EN: Northampton                                                                                   | UK               | 03 – 17./18./19. Oktober 2008 |
| Hub 7 Torchwood Convention                                              | EN: London, Radisson Edwardian Heathrow Hotel                                                     | UK               | 01 – 27. November 2011 |
| Keystone Comic Con                                                      | PA: Philadelphia                                                                                  | USA              | 02 – 15./16. September 2018 |
| Lexington Comic Con                                                     | KY: Lexington                                                                                     | USA              | 02 – 10./11. März 2018 |
| Long Beach Comic Con                                                    | CA: Long Beach                                                                                    | USA              | 01 – 13. September 2015 |
| MegCon Tampa Bay                                                        | FL: Tampa                                                                                         | USA              | 02 – 30. September / 1. Oktober 2017 |
| MegaCon                                                                 | FL: Orlando, Orange County Convention Center                                                      | USA              | 06 – 21./22./23. März 2014; 27./28./29. Mai 2016 |
| Miracle Day 2 Torchwood Convention                                      | EN: London, Heathrow                                                                              | UK               | 02 – 9./10. Mai 2015 |
| Montreal Comic Con                                                      | QC: Montreal                                                                                      | Kanada           | 04 – 4./5. July 2015; 9./10. Juli 2016 |
| Motor City Comic Con                                                    | MI: Novi                                                                                          | USA              | 05 – 16./17./18. Mai 2014; 20./21. Mai 2017 |
| NC Comicon                                                              | NC: Durham                                                                                        | USA              | 02 – 15./16. November 2014 |
| The Nerdist Comic-Con                                                   |                                                                                                   |                  | 01 – 28. Juli 2012 |
| New York Comic Con                                                      | NY: Javits Center, New York City                                                                  | USA              | 03 – 11./12.13. Oktober 2013 |
| Ottawa Comic Con                                                        | ON: Ottawa                                                                                        | Kanada           | 03 – 12./13./14. Mai 2017 |
| Ottawa Pop Expo                                                         | ON: Ottawa                                                                                        | Kanada           | 02 – 22./23. November 2014 |
| OzComicCon                                                              | VI: Melbourne                                                                                     | Australien       | 02 – 11./12. Juni 2016 |
| PaleyFest LA                                                            | CA: Hollywood                                                                                     | USA              | 01 – 14. März 2015 |
| Pensacon                                                                | FL: Pensacola                                                                                     | USA              | 02 – 24./25. Februar 2018 |
| Phoenix Comic Con                                                       | AZ: Phoenix, Phoenix Convention Center                                                            | USA              | 06 – 24./25./26. Mai 2013; 6./7./8. Juni 2014 |
| Planet Comicon                                                          | MO: Kansas City                                                                                   | USA              | 03 – 28./29./30. April 2017 |
| Puerto Rico Comic Con                                                   | PR: San Juan                                                                                      | Puerto Rico/ USA | 03 – 18./19./20. Mai 2018 |
| Rose City Comic Con                                                     | OR: Portland                                                                                      | USA              | 02 – 8./9. September 2018 |
| Salt Lake Comic Con                                                     | UT: Salt Lake City                                                                                | USA              | 07 – 5./6. September 2014; 25./26. September 2015; 21./22./23. September 2017 |
| San Diego Comic-Con International                                       | CA: San Diego                                                                                     | USA              | 21 – 24./25. Juli 2008; 24./25./26. Juli 2009; 22. Juli 2011; 13./14. Juli 2012; 18./19./20./21. Juli 2013; 26./27. Juli 2014; 11./12. Juli 2015; 22. Juli 2016 (Eisner Awards); 23./24. Juli 2016; 20./22. Juli 2017 |
| Saskatoon Comic and Entertainment Expo                                  | SK: Saskatoon                                                                                     | Kanada           | 02 – 20./21. September 2014 |
| Shore Leave 37                                                          | MD: Hunt Valley                                                                                   | USA              | 02 – 8./9. August 2015 |
| Stan Lee’s Comikaze                                                     | CA: Los Angeles                                                                                   | USA              | 02 – 1./2. November 2014 |
| Supercon                                                                | FL: Fort Lauderdale                                                                               | USA              | 02 – 14./15. Juli 2018 |
| Supercon                                                                | NC: Raleigh                                                                                       | USA              | 02 – 28./29. Juli 2018 |
| Supanova                                                                | QL: Gold Coast                                                                                    | Australien       | 02 – 28./29. April 2018 |
| Supanova                                                                | VI: Melbourne                                                                                     | Australien       | 02 – 21./22. April 2018 |
| Supanova Expo                                                           | WA: Perth                                                                                         | Australien       | 03 – 20./21./22. Juni 2014 |
| Supanova Expo                                                           | NS: Sydney                                                                                        | Australien       | 03 – 13./14./15. Juni 2014 |
| Super Heroes Con IV                                                     | IDF: Paris                                                                                        | Frankreich       | 02 – 23./24. Juni 2018 |
| TorchSong Convention                                                    | IL: Chicago                                                                                       | USA              | 03 – 5./6./7. Juni 2009 |
| Wales Comic Con                                                         | W: Wrexham                                                                                        | UK               | 02 – 1./2. Dezember 2018 |
| Wizard World Chicago Comic Con                                          | IL: Chicago, Donald E Stephens Convention Center, Rosemont                                        | USA              | 09 – 9./10./11. August 2013; 23./24. August 2014; 20./21. August 2016; 26./27. August 2017 |
| Wizard World Comic Con                                                  | KY: Louisville                                                                                    | USA              | 02 – 7./8. November 2015 |
| Wizard World                                                            | MN: Minneapolis                                                                                   | USA              | 03 – 5./6./7. Mai 2017 |
| Wizard World                                                            | MO: St Louis                                                                                      | USA              | 02 – 3./4. Februar 2018 |
| Wizard World                                                            | OH: Columbus                                                                                      | USA              | 04 – 5./6. August 2017; 9./10. Juni 2018 |
| Wizard World                                                            | OK: Oklahoma City                                                                                 | USA              | 02 – 28./29. Oktober 2017 |
| Wizard World Convention                                                 | OR: Portland                                                                                      | USA              | 04 – 20./21. Februar 2016; 18./19. Februar 2017 |
| Wizard World Philadelphia Comic Con                                     | PA: Philadelphia                                                                                  | USA              | 02 – 1./2. Juni 2013 |
| Wizard World San Antonio                                                | TX: San Antonio                                                                                   | USA              | 02 – 2./3. August 2014 |

#### Konzerte und Tourneen
- 25. Februar bis 2. März 2002: tägliches einstündiges Solo-Cabaret-/Konzertprogramm Reflections from Broadway im Rahmen des Sondheim-Festivals im Kennedy Center (Washington, D.C.) parallel zur Probenphase zu seiner dortigen Hauptrolle in Company ab Mai. Begleitung durch Beverly Holt (MD, Klavier) und Lou Heinz (Kontrabass)[55]
- 23. September 2007: A Jerry Herman Tribute Concert (BBC Radio 2, Moderation und Gesang); Prince Edward Theatre, London; ausgestrahlt am 21. Dezember 2007
- 7. bis 18. April 2008: erste Konzerttour durch Großbritannien (für Another Side)
- 11. Mai bis 1. Juni 2009: zweite Konzerttour durch Großbritannien (für Music Music Music)
  - Aufzeichnung An Evening with John Barrowman (DVD), Royal Concert Hall, Glasgow
  - Einzelkonzerte An Evening with John Barrowman: 30. Juli (Gloucester Hall, Fort Regent, Jersey), 22. August (Arundel Festival, Arundel Castle, West Sussex), 29. August 2009 (Royal Hall, Villa Marina, Isle of Man)
  - Q&A/Stand-up-Shows An Evening with John Barrowman: 28. März 2015 (Seattle, Washington), 18. Juni 2016 (Denver, Colorado), 13. August 2016 (Boston, Massachusetts), 3. September 2016 (Toronto, Kanada)
- 10. Juli 2009: Headliner des Henley Festival of Music and the Arts
- 11. September 2010: Proms in the Park, Salford
- 1. Oktober bis 2. November 2010: dritte Konzerttour durch Großbritannien (für John Barrowman)
  - Aufzeichnung: John Barrowman: Live at the Royal Albert Hall (DVD), Royal Albert Hall, London
- 19. Oktober bis 24. November 2011: vierte Konzerttour durch Großbritannien und Irland (für The Very Best of John Barrowman)
- 21. bis 24. Juni 2012: Sommerkonzerte im Scarborough Outdoor Theatre, Glasgow Green und Hampton Court Palace (London)
- 19. September 2012: Gotta Sing, Gotta Dance – The Gene Kelly Tribute Show (am 28. September ausgestrahlt auf BBC Radio 2)
- 16. Mai bis 15. Juni 2015: fünfte Konzerttour durch Großbritannien (für You Raise Me Up)
- 16. Januar 2018: John Barrowman in Concert – erster Auftritt in Ozeanien: Melbourne Arts Centre (Hamer Hall)[56][57]
- 13. und 14. April 2018: Drei teilimprovisierte Cabaret-Konzerte mit Seth Rudetsky im Rahmen der Broadway @ Leicester Square Konzertreihe (Leicester Square Theatre, West End)[58]
- 12. Mai 2018: Impro-Show Barrowman’s Disco Karaoke in Nashville, Tennessee

## Diskografie
- 1991: Matador, Single-Veröffentlichungen, Titel „I Was Born to Be Me“ und „I’ll Dress You in Mourning“
- 1994: John Barrowman: Songs from Grease, Studio Cast-Recording
- 1995: The Greatest Love Songs from the Musicals, Titel „Love Changes Everything“ (Aspects of Love) und „All I Ask of You“ (Phantom der Oper, Duett mit Claire Moore)
- 1997: Godspell, Studio Cast-Recording (Ensemble von 1993)
- 1997: Aspects of Lloyd Webber, erstes Solo-Album, Neuauflage 2007
- 1998: The Fix, Studio Cast-Recording (Originalbesetzung der West-End-Premiere)
- 1998: Hey Mr Producer!, Konzertmitschnitt, Titel „One Two Three“ (The Fix)
- 2000: Reflections from Broadway, zweites Solo-Album
- 2002: The Musicality of Andrew Lloyd Webber, Titel „Any Dream Will Do“ (Joseph)
- 2002: Essential Songs of Andrew Lloyd Webber, Titel „High Flying Adored“ (Evita)
- 2002: Greatest Songs from the Musicals, Titel „Can You Feel the Love Tonight?“ (Der König der Löwen) und „Grease“ (Grease)
- 2002: Loving You, Titel „Can You Feel the Love Tonight?“ (Der König der Löwen)
- 2003: Anything Goes, Studio Cast-Recording (aktuelle West End Besetzung von 2003)
- 2004: John Barrowman Swings Cole Porter, drittes Solo-Album, Billboard Hot20 (Jazz)
- 2004: De-Lovely, Soundtrack der Porter-Biografie, Titel „Night and Day“
- 2004: The Producers, Soundtrack der gleichnamigen Musicalverfilmung, Titel „Springtime for Hitler“
- 2006: Just So, Studio Cast-Recording (Ensemble der Weltpremiere 2006)
- 2007: Another Side, viertes Solo-Album
- 2008: The Essential John Barrowman, erstes Kompilationsalbum (1994–2006), (Budget)
- 2008: Music Music Music, fünftes Solo-Album
- 2009: John Barrowman At His Very Best, zweites Kompilationsalbum (1994–2006), (Budget)
- 2009: An Evening With (Videoalbum, UK: Gold)
- 2010: John Barrowman, sechstes Solo-Album
- 2010: The John Barrowman Collection, Box-Set, enthält die Solo-Alben Another Side, Music Music Music und John Barrowman
- 2010: Live At The Royal Albert Hall (Videoalbum, UK: Gold)
- 2011: Tonight’s the Night – The Very Best of, drittes Kompilations- (2006–2010) und siebtes Solo-Album
- 2012: Musicals: The Premier Collection, Titel „Can You Feel the Love Tonight“ (König der Löwen), „Close Every Door“ (Joseph) und „Summer Nights“ (Grease, Duett mit Shona Lindsay)
- 2013: Magic Of The Musicals (2 CDs + DVD), Titel „All I Ask of You“ (Phantom der Oper, Duett mit Claire Moore) und „Any Dream Will Do“ (Joseph, mit Kinderchor)
- 2014: You Raise Me Up, achtes Solo-Album, erste Eigenproduktion (Barrowman Barker Productions)
- 2015: Stars Of Musicals, Titel „Close Every Door“ (Joseph)
- 2019: A Fabulous Christmas, neuntes Solo-Album, erstes mit Arrangements traditioneller und moderner Weihnachtslieder (Decca Records)

## Hörspiele und Hörbücher
Big Finish veröffentlicht als offizieller Partner der BBC in regelmäßigen Abständen Hörbücher und Hörspiele zu verschiedenen Science-Fiction-Serien, insbesondere aus dem Doctor-Who-Universum. Diese werden üblicherweise von den ursprünglichen Darstellern der entsprechenden Sendung gesprochen. Barrowman war so bereits mehrfach in seiner Paraderolle als Captain Jack Harkness Teil der Full-Cast-Produktionen (v. a. für verschiedene Torchwood-Hörspielreihen) und außerdem alleiniger Sprecher einiger reiner Hörbücher des Unternehmens. Auch BBC Radio 4 nahm seit der Erstausstrahlung der Fernsehserie eine Reihe von Radiohörspielen mit den Originaldarstellern auf. Im Laufe der Jahre erschienen auch einige Torchwood-Romane, deren Hörbuchfassungen ebenfalls von verschiedenen Darstellern der Originalserie gelesen wurden. Der erste in Hörbuchform erschienene Roman war Torchwood: Another Life von Peter Anghelides (2007, auf Deutsch 2011 erschienen als Ein anderes Leben). Dieser wurde in gekürzter Fassung von Barrowman vorgelesen. Insgesamt wirkte er bislang an 34 Hörbuch- und Hörspielproduktionen mit.
| Titel                        | Art      | Jahr | Autor              | Verlag                 | Regie          | Weitere Hauptrollen                                                                                          | Reihe / Serienuniversum                       | Anmerkungen                                                                 |
| ---------------------------- | -------- | ---- | ------------------ | ---------------------- | -------------- | --- | --------------------------------------------- | --------------------------------------------------------------------------- |
| Another Life                 | Hörbuch  | 2007 | Peter Anghelides   |                        | –              | – | Torchwood, alleinstehender Roman              | gekürzte Lesung                                                             |
| Lost Souls                   | Hörspiel | 2008 | Joseph Lidster     | BBC Radio 4            | Kate McAll     | Gareth David-Lloyd (Ianto), Eve Myles (Gwen), Freema Agyeman (Martha)                                        | Torchwood Radiohörspiel 1                     |                                                                             |
| Asylum                       | Hörspiel | 2009 | Anita Sullivan     | BBC Radio 4            | Kate McAll     | Eve Myles (Gwen), Gareth David-Lloyd (Ianto)                                                                 | Torchwood Radiohörspiel 2                     |                                                                             |
| Golden Age                   | Hörspiel | 2009 | James Goss         | BBC Radio 4            | Kate McAll     | Eve Myles (Gwen), Gareth David-Lloyd (Ianto)                                                                 | Torchwood Radiohörspiel 3                     |                                                                             |
| The Dead Line                | Hörspiel | 2009 | Phil Ford          | BBC Radio 4            | Kate McAll     | Eve Myles (Gwen), Gareth David-Lloyd (Ianto), Kai Owen (Rhys)                                                | Torchwood Radiohörspiel 4                     |                                                                             |
| The Devil and Miss Carew     | Hörspiel | 2011 | Rupert Laight      | BBC Radio 4            | Kate McAll     | Eve Myles (Gwen), Gareth David-Lloyd (Ianto), Kai Owen (Rhys)                                                | Torchwood: The Lost Files, Teil 1             |                                                                             |
| Submission                   | Hörspiel | 2011 | Ryan Scott         | BBC Radio 4            | Kate McAll     | Eve Myles (Gwen), Gareth David-Lloyd (Ianto), Kai Owen (Rhys)                                                | Torchwood: The Lost Files, Teil 2             |                                                                             |
| The House of the Dead        | Hörspiel | 2011 | James Goss         | BBC Radio 4            | Kate McAll     | Eve Myles (Gwen), Gareth David-Lloyd (Ianto), Kai Owen (Rhys)                                                | Torchwood: The Lost Files, Teil 3             |                                                                             |
| The Conspiracy               | Hörbuch  | 2015 | David Llewellyn    | Big Finish Productions | Scott Handcock | – | Torchwood Hauptserie, Teil 1                  |                                                                             |
| Uncanny Valley               | Hörbuch  | 2016 | David Llewellyn    | Big Finish Productions | Neil Gardner   | – | Torchwood Hauptserie, Teil 5                  |                                                                             |
| The Victorian Age            | Hörspiel | 2016 | AK Benedict        | Big Finish Productions | Scott Handcock | Rowena Cooper (Queen Victoria)                                                                               | Torchwood Hauptserie, Teil 7                  |                                                                             |
| Broken                       | Hörspiel | 2016 | Joseph Lidster     | Big Finish Productions | Scott Handcock | Gareth David-Lloyd (Ianto)                                                                                   | Torchwood Hauptserie, Teil 11                 |                                                                             |
| The Torchwood Archive        | Hörspiel | 2016 | James Goss         | Big Finish Productions | Scott Handcock | Eve Myles, Gareth David-Lloyd, Burn Gorman, Naoko Mori, Indira Varma, Kai Owen, Tom Price, Tracy-Ann Oberman | Torchwood Special                             | zum 10. Jahrestag der Erstausstrahlung                                      |
| Stage 1 – Incubation: Know   | Hörspiel | 2016 | Guy Adams          | Big Finish Productions | Scott Handcock | Gareth David-Lloyd (Ianto), Eve Myles (Gwen)                                                                 | Torchwood: Outbreak, Teil 1                   |                                                                             |
| Stage 2 – Prodromal: Love    | Hörspiel | 2016 | Emma Reeves        | Big Finish Productions | Scott Handcock | Gareth David-Lloyd (Ianto), Eve Myles (Gwen)                                                                 | Torchwood: Outbreak, Teil 2                   |                                                                             |
| Stage 3 – Invasion: Kill     | Hörspiel | 2016 | AK Benedict        | Big Finish Productions | Scott Handcock | Gareth David-Lloyd (Ianto), Eve Myles (Gwen)                                                                 | Torchwood: Outbreak, Teil 3                   |                                                                             |
| The Year After I Died        | Hörspiel | 2017 | Guy Adams          | Big Finish Productions | Scott Handcock | Nick Briggs (Daleks)                                                                                         | Doctor Who: The Lives of Captain Jack, Teil 1 |                                                                             |
| Wednesday For Beginners      | Hörspiel | 2017 | James Goss         | Big Finish Productions | Scott Handcock | Camille Coduri (Jackie Tyler)                                                                                | Doctor Who: The Lives of Captain Jack, Teil 2 |                                                                             |
| One Enchanted Evening        | Hörspiel | 2017 | James Goss         | Big Finish Productions | Scott Handcock | Russell Tovey (Midshipman Alsonso Frame)                                                                     | Doctor Who: The Lives of Captain Jack, Teil 3 |                                                                             |
| Month 25                     | Hörspiel | 2017 | Guy Adams          | Big Finish Productions | Scott Handcock | Alexander Vlahos                                                                                             | Doctor Who: The Lives of Captain Jack, Teil 4 |                                                                             |
| Changes Everything           | Hörspiel | 2017 | James Goss         | Big Finish Productions | Scott Handcock | Kai Owen (Rhys), Tom Price (Andy), Eve Myles (Gwen)                                                          | Torchwood: Aliens Among Us, Teil 1.1          |                                                                             |
| Aliens & Sex & Chips & Gravy | Hörspiel | 2017 | James Goss         | Big Finish Productions | Scott Handcock | Kai Owen (Rhys), Tom Price (Andy), Eve Myles (Gwen)                                                          | Torchwood: Aliens Among Us, Teil 1.2          |                                                                             |
| Orr                          | Hörspiel | 2017 | Juno Dawson        | Big Finish Productions | Scott Handcock | Kai Owen (Rhys), Tom Price (Andy), Eve Myles (Gwen)                                                          | Torchwood: Aliens Among Us, Teil 1.3          |                                                                             |
| Superiority Complex          | Hörspiel | 2017 | AK Benedict        | Big Finish Productions | Scott Handcock | Kai Owen (Rhys), Tom Price (Andy), Eve Myles (Gwen)                                                          | Torchwood: Aliens Among Us, Teil 1.4          |                                                                             |
| Love Rat                     | Hörspiel | 2017 | Christopher Cooper | Big Finish Productions | Scott Handcock | Kai Owen (Rhys), Tom Price (Andy), Eve Myles (Gwen)                                                          | Torchwood: Aliens Among Us, Teil 2.1          | 15-minütiger Teaser im Big Finish Podcast am 23. Oktober 2017 (#1743)       |
| A Kill to a View             | Hörspiel | 2017 | Mac Rogers         | Big Finish Productions | Scott Handcock | Kai Owen (Rhys), Tom Price (Andy), Eve Myles (Gwen)                                                          | Torchwood: Aliens Among Us, Teil 2.2          | 15-minütiger Teaser im Big Finish Podcast am 23. Oktober 2017 (#1743)       |
| Zero Hour                    | Hörspiel | 2017 | Janine H Jones     | Big Finish Productions | Scott Handcock | Kai Owen (Rhys), Tom Price (Andy), Eve Myles (Gwen)                                                          | Torchwood: Aliens Among Us, Teil 2.3          | 15-minütiger Teaser im Big Finish Podcast am 23. Oktober 2017 (#1743)       |
| The Empty Hand               | Hörspiel | 2017 | Tim Foley          | Big Finish Productions | Scott Handcock | Kai Owen (Rhys), Tom Price (Andy), Eve Myles (Gwen)                                                          | Torchwood: Aliens Among Us, Teil 2.4          | 15-minütiger Teaser im Big Finish Podcast am 23. Oktober 2017 (#1743)       |
| Poker Face                   | Hörspiel | 2018 | Tim Foley          | Big Finish Productions | Scott Handcock | Tracy-Ann Oberman (Yvonne), Kai Owen (Rhys), Tom Price (Andy), Eve Myles (Gwen)                              | Torchwood: Aliens Among Us, Teil 3.1          |                                                                             |
| Tagged                       | Hörspiel | 2018 | Joseph Lidster     | Big Finish Productions | Scott Handcock | Tracy-Ann Oberman (Yvonne), Kai Owen (Rhys), Tom Price (Andy), Eve Myles (Gwen)                              | Torchwood: Aliens Among Us, Teil 3.2          |                                                                             |
| Escape Room                  | Hörspiel | 2018 | Helen Goldwyn      | Big Finish Productions | Scott Handcock | Tracy-Ann Oberman (Yvonne), Kai Owen (Rhys), Tom Price (Andy), Eve Myles (Gwen)                              | Torchwood: Aliens Among Us, Teil 3.3          |                                                                             |
| Herald of the Dawn           | Hörspiel | 2018 | James Goss         | Big Finish Productions | Scott Handcock | Tracy-Ann Oberman (Yvonne), Kai Owen (Rhys), Tom Price (Andy), Eve Myles (Gwen)                              | Torchwood: Aliens Among Us, Teil 3.4          |                                                                             |
| The Death of Captain Jack    | Hörspiel | 2018 | David Llewellyn    | Big Finish Productions | Scott Handcock | James Marsters (Capt. John Hart)                                                                             | Torchwood Hauptserie, Teil 19                 |                                                                             |
| Believe                      | Hörspiel | 2018 | Guy Adams          | Big Finish Productions | Scott Handcock | Gareth David-Lloyd (Ianto), Burn Gorman (Owen), Naoko Mori (Tosh), Eve Myles (Gwen)                          | Torchwood: Believe, Teile 1–3                 | 15-minütiger Teaser bereits im Big Finish Podcast am 15. April 2018 (#1816) |

## Bibliografie
Fast alle Buchveröffentlichungen Barrowmans entstanden in Zusammenarbeit mit seiner Schwester Carole, einer Professorin für Anglistik und Literatur in Milwaukee. Sie sammelte und strukturierte die Ideen und Aufzeichnungen ihres Bruders und verfasste daraus die Texte für folgende Romane, Comics und Memoiren:
Memoiren
- John Barrowman with Carole E. Barrowman: Anything Goes: The Autobiography. Michael O’Mara Books, London 2008, ISBN 978-1-84317-289-5.[18]
- John Barrowman with Carole E. Barrowman: I Am What I Am. Michael O’Mara Books, London 2009, ISBN 978-1-84317-395-3.[19]

Hollow-Earth-Reihe

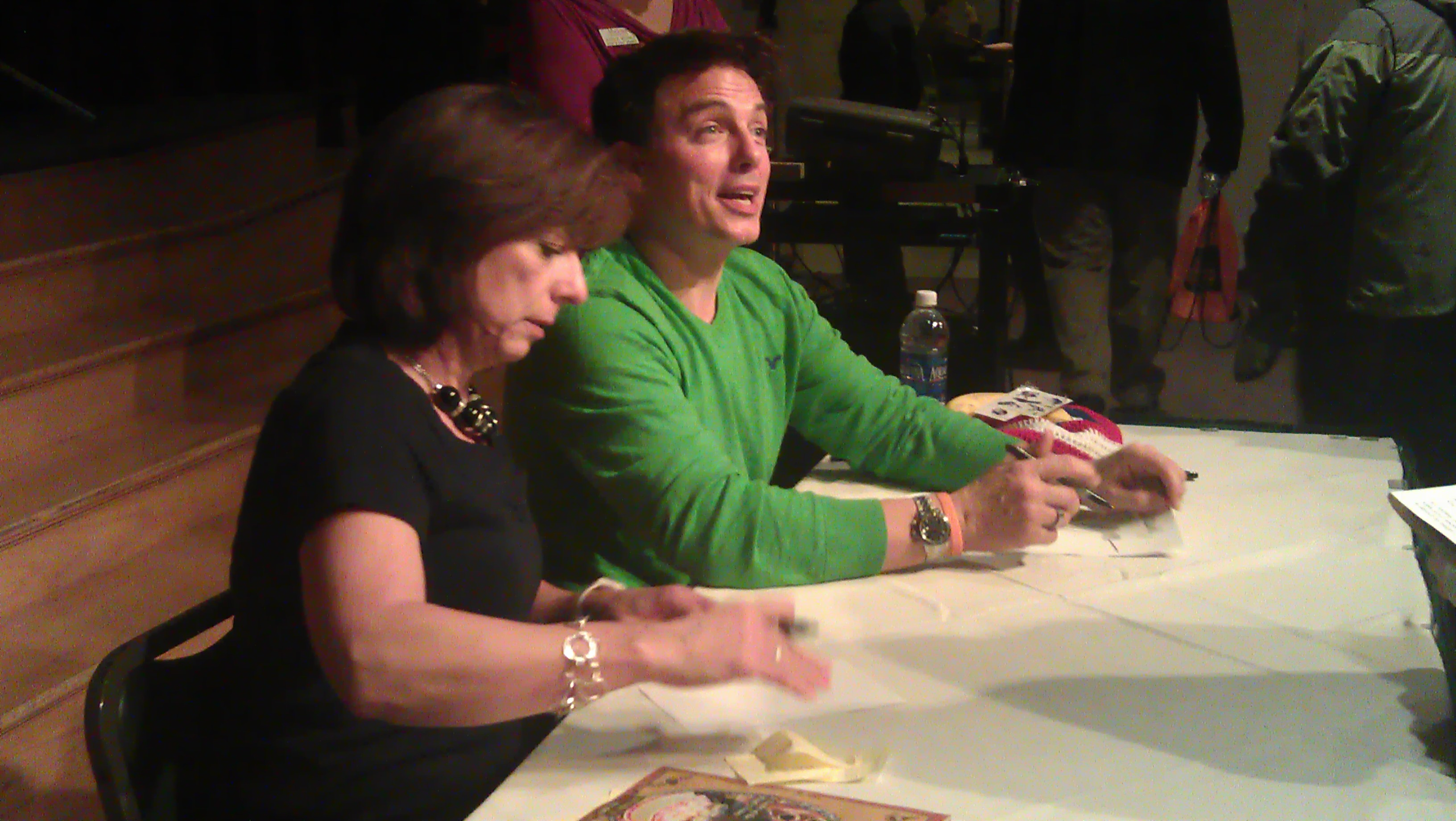
Hollow-Earth-Buchvorstellung am Alverno College mit Schwester Carole

- 2012: Hollow Earth. John & Carole E. Barrowman. Buster Books.[22]
  - Hohle Erde: Animare. John & Carole E. Barrowman. Ü: Sabine Elbers. Hrsg.: Cross Cult, 2014. ISBN 978-3-86425-308-9.
  - Hollow Earth: Dämonenfalle. John & Carole E. Barrowman. Ü: Sabine Elbers. Hrsg.: Cross Cult, 2018. ISBN 978-3-95981-517-8.
- 2013: The Bone Quill. John & Carole E. Barrowman. Hrsg.: Michael O’Mara Books Ltd. ISBN 978-1-78055-031-2.
  - Hohle Erde: Knochenfeder. John & Carole E. Barrowman. Ü: Sabine Elbers. Hrsg.: Cross Cult, 2014. ISBN 978-3-86425-309-6.
  - Hollow Earth: Knochenfeder. John & Carole E. Barrowman. Ü: Sabine Elbers. Hrsg.: Cross Cult, 2018. ISBN 978-3-95981-519-2.
- 2014: The Book of Beasts. John & Carole E. Barrowman. Hrsg.: Aladdin. ISBN 978-1-4814-4230-5.
- 2014: Hollow Earth Trilogy. John & Carole E. Barrowman. Nur als englischsprachiges E-Book erschienen, bestehend aus Hollow Earth, The Bone Quill und The Book of Beasts. Hrsg.: Head of Zeus.

Orion-Chronicles-Reihe
- 2016: Conjuror. John & Carole Barrowman. Hrsg.: Head of Zeus. ISBN 978-1-78185-639-0.
- 2017: Nephilim. John & Carole Barrowman. Hrsg.: Head of Zeus. ISBN 978-1-78185-641-3.
- 2018: Inquisitor. John & Carole Barrowman. Hrsg.: Head of Zeus. ISBN 978-1-78185-645-1.

Torchwood-Reihe
- 2009: Captain Jack and the Selkie. John S. Barrowman, Carole E. Barrowman, Tommy L. Edwards, Trevor Goring. Comicstrip in: Torchwood Magazine, 1, 14. Hrsg.: Titan Magazines.[20]
- 2013: Torchwood: Exodus Code. John & Carole E. Barrowman. Hrsg.: BBC Books. ISBN 978-1-84607-907-8. / Penguin Group UK. ISBN 978-1-84607-908-5.
- 2016: The Torchwood Archive. John Barrowman. Offizielles Hörspieldrehbuch für BBC-Partnerunternehmen Big Finish Productions Ltd. Aufnahme mit Original-Cast. ISBN 978-1-78575-423-4.
- 2017: Torchwood Volume 1: World Without End. John Barrowman, Carole Barrowman, Antonio Fuso, Pasquale Qualano, Marco Lesko. Hrsg.: Titan Comics. ISBN 978-1-78585-369-2.
  - Torchwood: Bd. 1: Welt ohne Ende. John Barrowman, Carole Barrowman, Antonio Fuso, Pasquale Qualano, Marco Lesko. Ü: Claudia Kern. Hrsg.: Panini, 2017. ISBN 978-3-7416-0239-9.
- 2017: Torchwood Volume 2: Station Zero (urspr.: Torchwood #5–#8). John Barrowman, Carole Barrowman, Neil Edwards, Nicola Righi. Hrsg.: Titan Comics. ISBN 978-1-78585-681-5.
  - Torchwood: Bd. 2: Station Null. John Barrowman, Carole Barrowman, Neil Edwards, Nicola Righi. Ü: Claudia Kern. Panini, 2017. ISBN 978-3-7416-0448-5.
- 2018: Torchwood Volume 3: The Culling. John Barrowman, Carole Barrowman, Neil Edwards, Dijjo Lima. Hrsg.: Titan Comics. ISBN 978-1-78585-855-0.>
  - Torchwood: Bd. 3. John Barrowman, Carole Barrowman, Neil Edwards, Dijjo Lima. Hrsg.: Panini, 2018. ISBN 978-3-7416-0660-1.

Arrow-Reihe
- 2016: Arrow: The Dark Archer. John Barrowman, Carole Barrowman, Daniel Sampere, Juan Albarran. Hrsg.: DC Comics. ISBN 978-1-4012-6329-4.

## Auszeichnungen
- Mit der Nominierung für den Olivier 1998 als bester Musicaldarsteller (für seine Darbietungen als Cal Chandler in The Fix) erlangte Barrowman seine erste bedeutende Auszeichnung und die damit einhergehende steigende Aufmerksamkeit der internationalen Theaterszene.[60]
- Für seine Darstellung des Captain Jack Harkness in Torchwood und Doctor Who zwischen 2005 und 2011 erhielt er eine Vielzahl von Auszeichnungen, so wurde er u. a.
  - 2007 für den BAFTA Cymru (Bester Schauspieler; Torchwood-Pilotfolge Everything Changes),
  - 2008 für den TV Quick Award (Bester Schauspieler; erste und zweite Torchwood-Staffel sowie diverse Gastauftritte in Doctor Who) und
  - 2010 erneut für den Quick Award (Bester Schauspieler; dritte Torchwood-Staffel Children of Earth) nominiert.
- Für seine Benefizarbeit (beispielsweise für Stonewall und Children in Need) und seinen Beitrag zur leichten Unterhaltung wurde Barrowman von Queen Elizabeth im Rahmen der 2014 Birthday Honours zum Member of the Order of the British Empire ernannt, diese Ehrung bringt den Namenszusatz MBE mit sich.[61][62]
- Im Juli 2011 wurde Barrowman vom Royal Conservatoire of Scotland (ehemals Royal Scottish Academy of Music and Drama, RSAMD) die Ehrendoktorwürde verliehen.
- Für seine Verkörperung des Captain Jack Harkness in Torchwood: Miracle Day (abschließende vierte Staffel des erfolgreichen Doktor-Who-Ablegers) war Barrowman in der engeren Auswahl (shortlist) der National Television Awards 2012 in der Kategorie der besten Drama-Darbietung.[63]
- Die Menschenrechtsorganisation Human Rights Campaign zeichnete ihn am 5. November 2016 mit dem Visibility Award für seinen andauernden Einsatz für die LGBTQ-Gemeinschaft aus, mit besonderer Würdigung seiner Unterstützung der LGBTQ-Jugend (insbesondere von transsexuellen Kindern und Jugendlichen) durch verschiedene Hilfsprojekte zur Minderung der Suizidrate sowie zur Förderung von Akzeptanz und Gleichberechtigung insbesondere an Schulen.